# Real Club Deportivo Mallorca
El Real Club Deportivo Mallorca, S. A. D. es un club de fútbol español de la ciudad de Palma, en la isla de Mallorca, Islas Baleares. Fundado el 5 de marzo de 1916, originalmente como Sociedad Alfonso XIII Foot-ball Club, es el club más representativo del archipiélago y uno de los más antiguos de la región. Disputa sus encuentros como local en el Mallorca Son Moix, inaugurado en 1999 y con capacidad para más de 26.000 espectadores.
El club compite actualmente en la Primera División de España, tras haber logrado el ascenso en la temporada 2020-21. A lo largo de su historia ha alternado etapas en las principales categorías del fútbol español y ha participado en diversas competiciones europeas. A nivel nacional, ocupa el puesto 18.º en la clasificación histórica de la Primera División.
Entre sus logros más destacados se encuentran una Copa del Rey (2003), una Supercopa de España (1998), y un subcampeonato en la Recopa de Europa 1998-99. En liga, su mejor posición fue un 3.º puesto logrado en las temporadas 1998-99 y 2000-01.
Además del estadio principal, el club cuenta con la Ciudad Deportiva Antonio Asensio, un complejo de entrenamiento inaugurado en 1998 donde se forman las categorías inferiores y entrena el primer equipo.

## Historia

### Primeros años
"Reunidos en Palma los señores don Adolfo Vázquez Humasqué, don Antonio Moner, don Rafael González, don Alberto Elvira, don Joaquín Mascaró y don Fernando Pinillos, el 27 de febrero de 1916, acordaron fundar una sociedad de football que ha de denominarse Alfonso XIII FBC, cuyo objeto será fomentar y favorecen cuanto se realice con dicho sport. Se constituyen los señores citados en comisión para redactar estatutos y reglamentos, autorizando a don Adolfo Vázquez para que represente a la sociedad en cuantos actos e iniciativas se precisen para el logro de los fines propuestos".
Directiva del club. Palma de Mallorca. 27 de febrero de 1916.

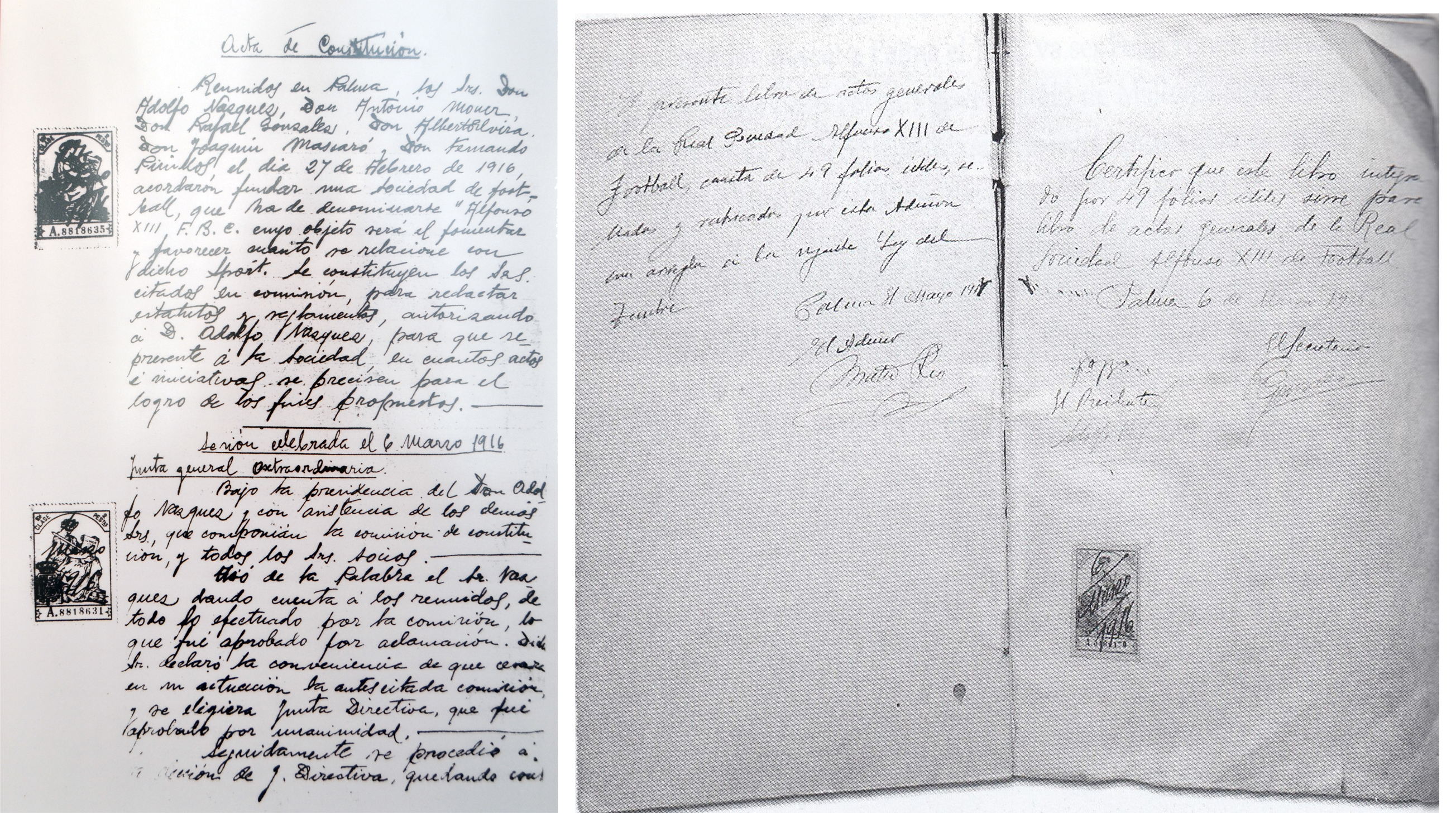
Actas de fundación del Alfonso XIII Football Club en febrero y marzo de 1916.

Así reza un extracto del libro de actas del Alfonso XIII Foot-Ball Club, primera denominación del club. Sin embargo, la fecha que ha pasado a la historia como de fundación oficial fue la del 5 de marzo de 1916 al ser cuando se formalizan los registros. El primer estadio, el Campo de Buenos Aires se inauguró con un encuentro frente al equipo reserva del Foot-Ball Club Barcelona resultando en una victoria para los visitantes de 0-5 o 0-8 según diferentes fuentes. El Alfonso XIII F. C. ganó su primer partido ante el Veloz Sport Balear el 18 de mayo y el resultado fue 1-0. El 28 de junio de ese mismo año el rey Alfonso XIII de Borbón honró al equipo con el título de Real Sociedad por lo que el equipo pasó a denominarse Real Sociedad Alfonso XIII Foot-Ball Club.

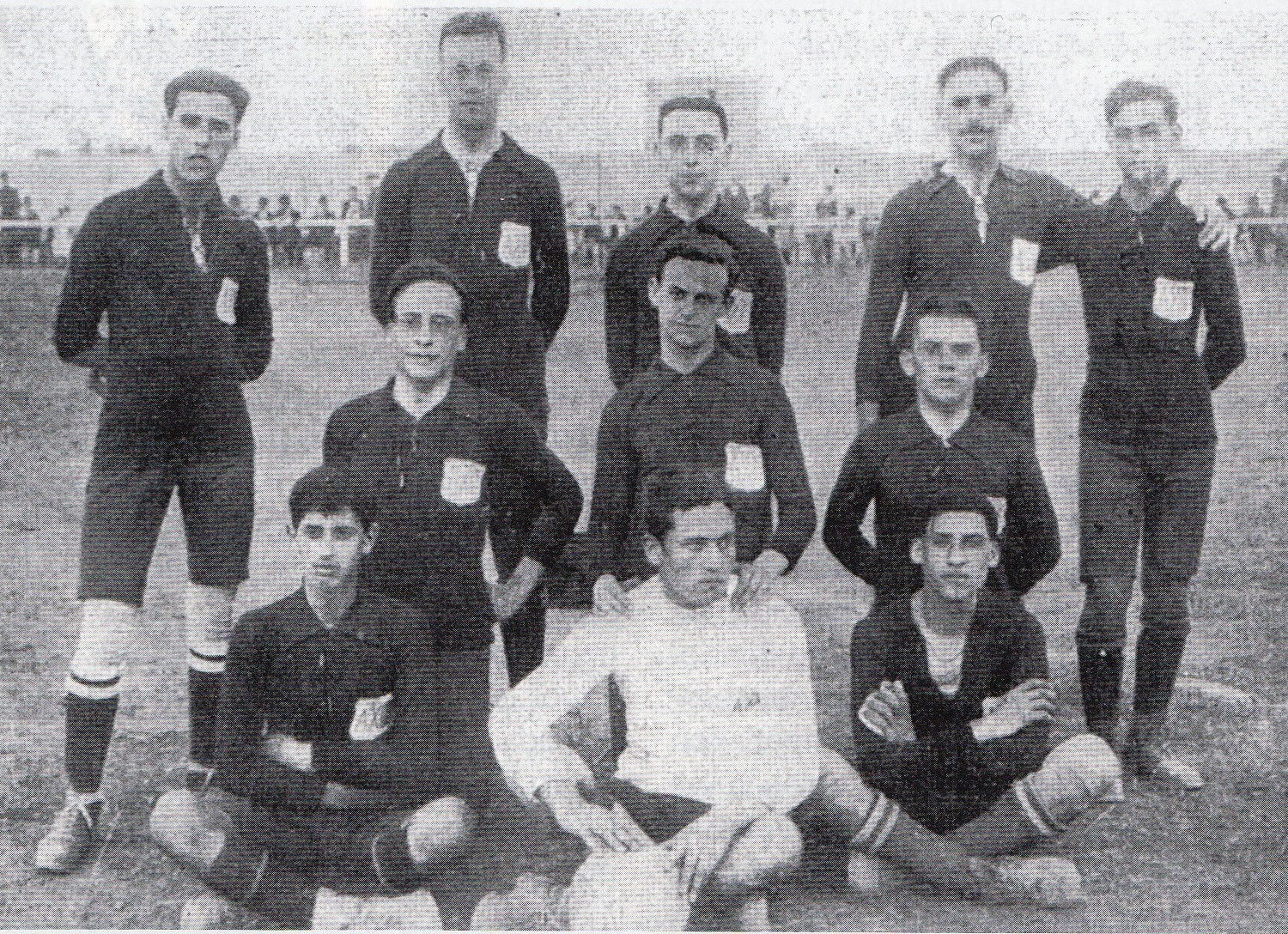
Primer encuentro disputado el 25 de marzo contra otra sociedad, el segundo equipo del F. C. Barcelona.

En 1917, la Federación catalana admitió a la Real Sociedad Alfonso XIII para que tomara parte en el campeonato de segunda categoría del Campeonato de Cataluña en calidad de campeón oficioso de las Islas Baleares. El equipo mallorquín llegó a la final jugada en Barcelona contra el Fútbol Club Palafrugell al que venció por 3-1 logrando así su primer título.
La importancia que fue adquiriendo el club se plasmó con uno de los más destacados hechos en su crecimiento institucional, al pasar a ser una sociedad de carácter multideportivo cuando en el primer trimestre de 1919 se crean bajo su seno una sección dedicada al ciclismo —entonces conocido en España como velocipedismo— y otra al motorismo.
En 1931 se cambia la denominación por la de Club Deportivo Mallorca debido a la instauración de la Segunda República Española que ocasionó la supresión de toda alusión a la realeza, incluyendo pues la denominación del club. El 22 de septiembre de 1945, se inaugura El Fortín, nuevo estadio del club balear. Esta misma temporada la directiva decide cambiar el nombre al estadio imponiéndole el de Lluís Sitjar, la persona que tres años antes había impulsado la construcción del campo. En la temporada 1949-1950, bajo la presidencia del conde de Olocau se recuperó el título de Real, pasando a denominarse por primera vez en su historia como Real Club Deportivo Mallorca, nombre que aun perdura en la actualidad.
En 1960, el RCD Mallorca consigue su primer ascenso a la División de Honor, con Juan Carlos Lorenzo de entrenador y Jaime Rosselló de presidente.
En 1964, el RCD Mallorca consigue su segundo ascenso a la Primera División, con César Rodríguez de entrenador y el Barón de Vidal de presidente.
En 1969, el RCD Mallorca consigue su tercer ascenso a la Primera División, con Juancho Forneris de entrenador y Pau Servera de presidente.

### Década de 1960
En esta década se producen tres ascensos a Primera División, incluyendo el primero de todos en la historia del Club. Sin embargo también se volvió a descender el mismo número de veces.
El autor del primer gol del Real Mallorca en Primera División fue Joan Forteza. Fue el único jugador superviviente de la temporada anterior, pues el presidente Jaime Roselló Pascual despidió a todos lo demás integrantes de la plantilla. El entrenador de esa temporada de 1960 fue el argentino Juan Carlos Lorenzo. Se consiguió ascender de forma concadenada desde tercera a Primera División. El primer ascenso del Real Mallorca a la Primera División se produjo en 17 de abril de 1960. Habían transcurrido 44 años desde que el Club fue fundado como 'Alfonso XIII FBC'.
Los miembros de la plantilla que pasaría a la historia como los artífices del primer ascenso a la máxima categoría del fútbol español son: Zamora, Vendrell, Febrer, Arqué, Diego, Cobo, Magín, Juanele, Guillamón, Bolao, Boixet, Ladaria, Forteza, Garcés, Currucale, Gassó, Martínez, Lorenzo, Villamide, Sureda, Oviedo, Rodríguez II, Czoka, Mir y Laguardia. El Mallorca era por fin uno de los 16 equipos profesionales de la División de Oro. El equipo se reforzó con jugadores venidos del FC Barcelona y de otros equipos. Cabe mencionar a Haro, Davoine, Irusqueta o Flotats. Esa primera temporada en Primera División acabó con el Real Mallorca ocupando la novena posición de un total de dieciséis equipos. Antes de terminar el año de 1960 Lorenzo dejó de ser el entrenador.
Pasó a ocupar la presidencia del Club don Lorenzo Munar. En la temporada siguiente el equipo terminó ocupando la undécima posición. Con muchos altibajos deportivos, el Mallorca no pudo superar más de tres años en Primera. Se bajó a segunda pero se volvió a ascender en la temporada 64-65. En esa época solo subía directo el primer clasificado de segunda división y el segundo debía jugar un ‘play off’ de ascenso.
En la temporada 1965-66 el Mallorca volvería a descender a Segunda. Fue una temporada con muchos problemas en el banquillo. Juan Forteza, tras once años en el Club, marcharía al Lleida. Muchos otros jugadores también se marcharon a otros clubes. El Mallorca acabaría en quinta posición en esa temporada del retorno a la Segunda División.
En la temporada 67-68 volvería Juan Carlos Lorenzo sustituyendo a Dauder. Aunque el objetivo era volver a ascender a la Primera División, ello no fue posible y el 4 de abril Lorenzo era cesado.
1969 iba a ser el año del tercer ascenso a la máxima categoría. En el banquillo se sentaba el tándem formado por Juan Carlos Forneris y Sergio Rodríguez. Poco le duró la alegría del ascenso a nuestro Club, pues al año siguiente se volvía a perder la categoría. Este descenso sería el inicio de una crisis deportiva e institucional severísima, de la cual el Club necesitó lustros para sobreponerse.

### Década de 1970
Tras el último descenso de primera a segunda división se inicia una década realmente ruinosa. A medida que avanzan los años el Mallorca va cayendo, hasta que en la temporada 74/75 desciende a sexta División. El club anda inmerso en una profunda crisis deportiva e institucional. Harán falta muchos años para salir de este pozo. Por fin, en la campaña 76/77 se asciende a la recién creada Segunda División B. Pero ello no soluciona nada. La temporada 77/78 es un desastre y el club cae estrepitosamente otra vez a la Tercera División, al clasificarse en decimoctava posición. La realidad es que el Mallorca está a punto de desaparecer. En noviembre de 1977 el Real Mallorca se convirtió en el primer Club de fútbol de España en el cual sus futbolistas se encerraron en el vestuario reclamando el cobro de sus salarios. Previamente, los derechos de toda la plantilla habían sido subastados. La puja quedó desierta pues nadie lanzó una oferta por algún jugador. Diversas fuerzas sociales de la ciudad de Palma se unen y consiguen a duras penas salvar el Club de su desaparición. En la temporada 79/80 el Mallorca es campeón de su grupo de tercera división y asciende de nuevo a Segunda División B, sin que ello signifique una mejora significativa en su delicada situación.

### Década de 1980
Una década de ascensos y descensos.
El Mallorca empezó la década de los 80 dejando atrás unos 70 realmente terribles en los que se movió entre segunda A, segunda B y tercera división. La llegada del Presidente Miquel Contestí enderezó la situación y el Mallorca inició los 80 jugando en segunda división B. La década no pudo empezar mejor con el ascenso a segunda división A (1980-81). El equipo estaba entrenado por Antonio Oviedo y el Real Mallorca ascendió a segunda tras una impresionante temporada en la que no perdió ni un solo partido en su feudo.
En 1983 el RCD Mallorca consigue su cuarto ascenso a la Primera División, siendo Antonio Oviedo el entrenador y Miguel Contestí el presidente.
A pesar de que a falta de tres jornadas para terminar la liga el Mallorca solo necesitaba de un punto, el ascenso se determinó en el último partido ante el Castilla en el Santiago Bernabeú. El partido contra el Castilla terminó 1-0 y quedaban todavía 8 minutos de juego en Riazor (Coruña-Rayo). Los jugadores del Mallorca se quedaron sobre el césped atentos a la radio al igual que los aficionados desplazados a Madrid (unos 5000). El Rayo venció al Coruña y el Mallorca volvía a primera división por cuarta vez en su historia.
En la temporada 1983-1984 el Mallorca volvió a bajar a segunda. En una temporada realmente aciaga terminó entrenando Marcel Domingo. Ese año jugó para el Mallorca el internacional norirlandés Gerry Armstrong.
En el verano de 1984 se ficha a Enrique ("Tronquito") Magdaleno. Si bien no fue hasta la temporada siguiente (1985-1986) en que el equipo, entrenado por Benito Joanet y por Llorenç Serra Ferrer, consigue su quinto ascenso a la Primera División. El ascenso se culminó en Logroño, a donde se desplazaron 8500 mallorquinístas. El Mallorca ganó 1-2 con goles de Magdaleno y de Luis García.

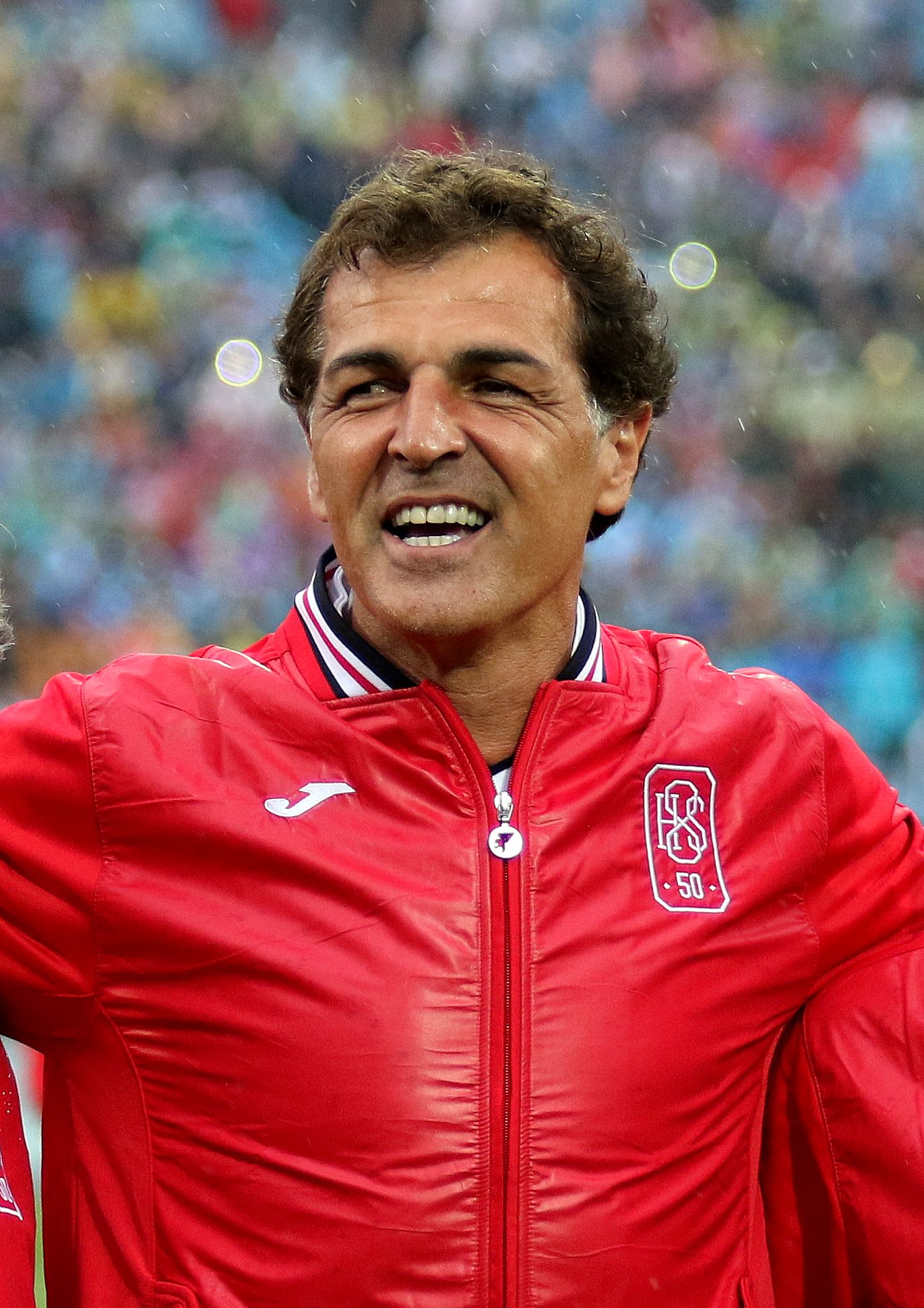
Miguel Ángel Nadal, jugador del club entre 1986-1991 y 1999-2005.

En la temporada de su regreso a Primera División (1986-87) el Mallorca se convirtió en la revelación del campeonato y estuvo a punto de clasificarse para la UEFA, quedando sexto en el único año en que se utilizó la modalidad del 'play off'.
En la siguiente temporada (1987-88) el equipo volvió a descender. Serra Ferrer fue cesado y el francés Lucien Müller volvió al equipo pero no pudo evitar el descenso, que se consumó en la promoción frente al Oviedo.
En la temporada 1988-89 el yugoslavo Iván Brzic se hace cargo del equipo pero le sustituyó Llorenç Serra Ferrer. El Mallorca renació para conseguir su sexto ascenso a primera división. Fue en la promoción frente al Espanyol y fue el primer ascenso que tuvo lugar jugando el equipo en su casa. El partido de ida se jugó en el viejo Sarriá y el Mallorca perdió 1-0. El partido de vuelta se jugó en el estadio Lluis Sitjar, que estaba lleno a rebosar. Dos mallorquines dieron el ascenso al Mallorca con sus goles: Nadal y Vidal. La fiesta fue absolutamente espectacular.
La década de 1980 se cierra con el equipo en primera división, cuajando una gran temporada (1989-90) siendo el equipo menos goleado.

### Década de 1990

Gráfico del desempeño del Real Club Deportivo Mallorca en la liga 1929-2023

En 1991, de la mano del técnico Lorenzo Serra Ferrer, tras eliminar correlativamente a la Gimnástica de Torrelavega, C.E. Sabadell, Real Oviedo, Elche CF, Valencia CF y Real Sporting de Gijón, disputaron por primera vez, la final de la Copa del Rey ante el Atlético de Madrid con quienes cayeron en la prórroga, por 1-0, gol de Alfredo Santaelena en el minuto 111. La alineación en ese histórico día fue la siguiente: Ezzaki Badou, Serer, Pedro Del Campo, Esteve Fradera, Armando, Sala, Pedraza, Marcos, Paco Soler, Miguel Ángel Nadal y Hassan Nader. Entraron desde el banquillo Álvaro Cervera y Claudio.
En la temporada 1991-1992 el equipo descendió de nuevo a la Segunda División Española. Vivió entonces su lustro más negro en esta década formando equipos que siempre se situaron un peldaño más abajo de lo que mostraban a priori y confirmando lo difícil que es salir del pozo de la Segunda División. De los cinco años, dos quedó fuera de los puestos de ascenso directo y promoción (1994 y 1995) y otros dos jugó promociones sin suerte contra equipos de Primera División de entonces (como el Albacete Balompié en 1993 y Rayo Vallecano en 1996). En esos años brillaron jugadoras como Juan Sánchez Moreno, Toni Prats o los balcánicos Bogdanovic, Vlada Stošić y Goran Milojevic. Ambos fueron fichados por equipos de Primera (Espanyol, Betis y Celta respectivamente).
Séptimo ascenso
En junio de 1997, de nuevo contra el equipo madrileño, consiguió ascender en Vallecas, justo en el campo en que el año anterior se había fracasado estrepitosamente. Jugadores como Carlitos, Stankovic, Kike y Olaizola fueron los más destacados de esa temporada. También cabe destacar a Constantin Galca, un rumano que marcó 14 goles esa temporada y que fue considerado el mejor extranjero de Segunda División ese año y al final de temporada fue fichado por el Espanyol. En concreto, la alineación del ascenso fue la siguiente: Kike, Olaizola, Marcelino, Barbero, David, José Manuel, Paco Soler, Lluís Carreras, Galca, Stankovic y Carlos. En la segunda parte entraron Obiku y Gálvez.
Este séptimo y último ascenso a 1.ª División se consiguió siendo Presidente Bartolomé Beltrán.
La "ensaimada mecánica"

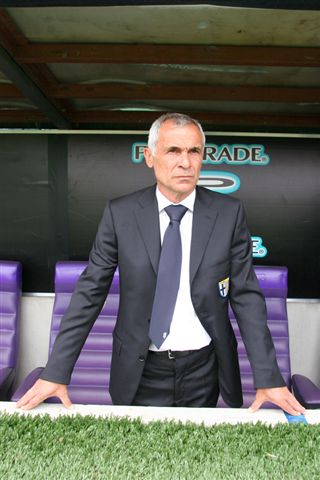
Héctor Cúper llevó al Mallorca a la final de la Recopa de Europa y a la clasificación de la previa de la Liga de Campeones de la UEFA en 1998.

En la temporada 1997-98, consiguen realizar la mejor temporada de su historia hasta el momento, con Héctor Cúper como entrenador. Al cabo de un año el equipo consigue el Subcampeonato de la Copa del Rey luego de haber sido derrotado frente al FC Barcelona en la tanda de penaltis después de concluir el partido y la prórroga con 1-1, jugando gran parte de ella con nueve jugadores. Además de haber conseguido terminar la Liga en quinto lugar, en posición UEFA. También cabe considerar el meritorio ascenso a 2.ª división "A" del equipo filial, conocido como Mallorca "B" con una excelente generación de jugadores que acabarían triunfando en el primer equipo, en ese mismo año 1998 como Diego Tristán o Albert Luque. El equipo recibió el sobrenombre de 'Ensaimada Mecánica'.
El 22 de agosto de 1998, consiguieron el primer título oficial de su historia (La Supercopa de España) al imponerse al Barça 0-1 en el Camp Nou (2-1 en Palma en el encuentro de ida). El Subcampeonato de Copa del Rey le dio opción a jugar la Recopa de Europa en la siguiente temporada, torneo en el que llegó a la final, que perdió frente al Lazio por 2-1, consiguiendo así el Subcampeonato en la última edición de esta Copa. En la Liga, quedó clasificado en 3.ª posición -el mejor lugar de la historia-, por detrás del FC Barcelona y el Real Madrid, obteniendo así una plaza que le habilitó para disputar la fase preliminar de la Liga de Campeones de la UEFA, competición en la que fue eliminado sorprendentemente en la fase previa por el Molde FK noruego, tras empatar a cero en tierras nórdicas y a uno en Palma. Ese año jugó posteriormente la Copa de la UEFA, cayendo eliminado en cuartos de final frente al Galatasaray (1-4 en Palma y 2-1 en Estambul), que a la postre fue el campeón de la edición.
El día 5 de enero de 2000 la Federación de Historia y Estadísticas del Fútbol designa al R. C. D. Mallorca el octavo mejor equipo del mundo en el año 1999. El RCD Mallorca, entrenado por Luis Aragonés, consigue el tercer puesto en la Liga, con récord de puntuación en la historia del club, 66 puntos. De esta forma, se clasifica por segunda vez para tomar parte en la Champions League.

### Década de 2000
Clasificación para la Champions League, récord de puntos y campeón de la Copa del Rey

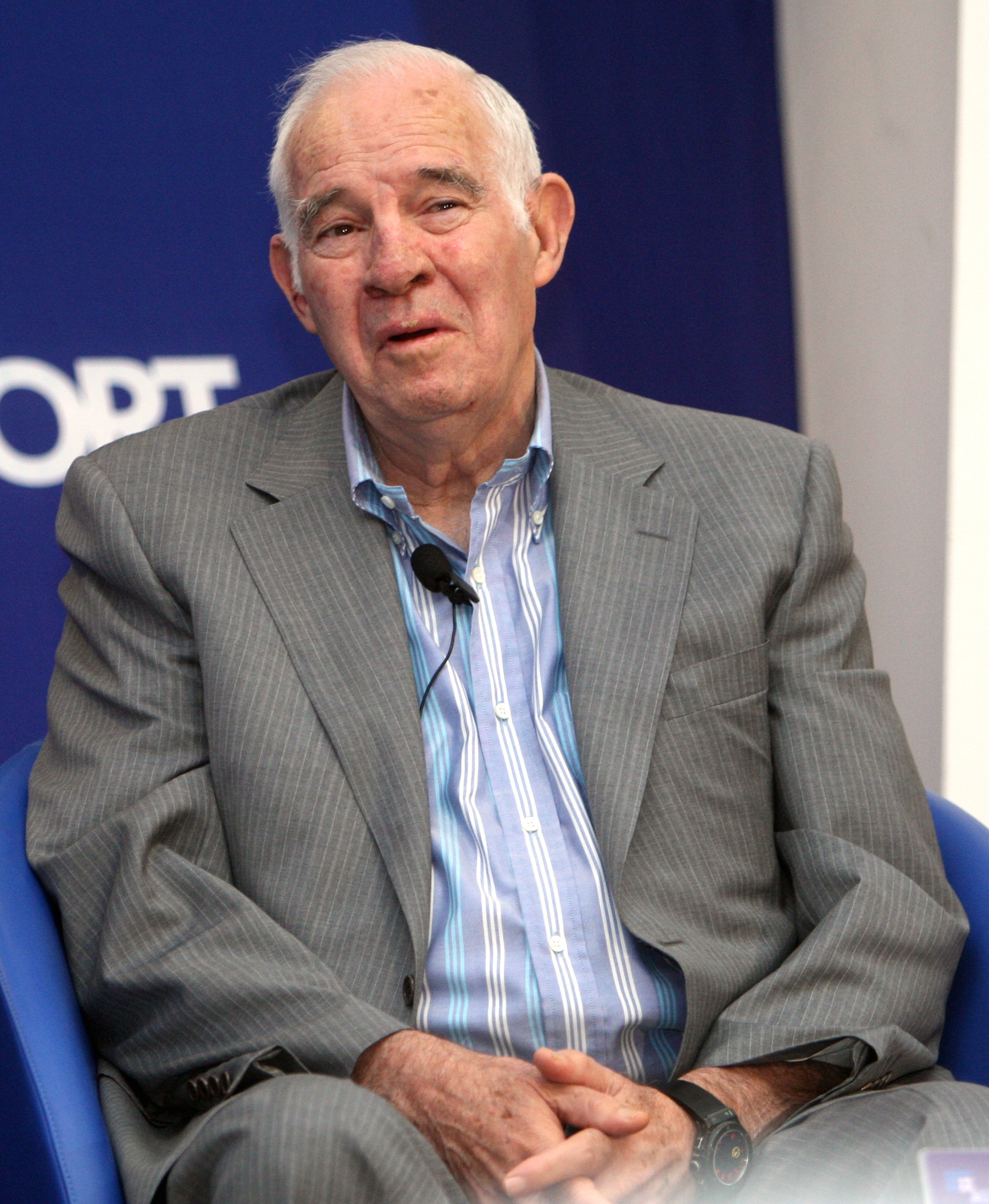
Luis Aragonés, entrenador del Mallorca durante las temporadas 2000-2001 y 2003-2004.

 Durante la primera temporada del nuevo milenio, la 2000-01, el equipo estuvo comandado por mítico entrenador español Luis Aragonés, con el cual el equipo consigue la tercera posición dentro de la Primera División Española, con el récord de 71 puntos, por lo que consigue clasificarse para la temporada 2001-2002 de la Champions League. Igualmente, consigue récord de goles (61) y de victorias (20) y encaja el menor número de derrotas en Primera (7).
Antes de la temporada 2001-2002, Luis Aragonés decide no renovar para irse al Atlético de Madrid y en su lugar se ficha a Bernd Krauss. El club consigue clasificarse para la Champions League, después de eliminar en la prórroga al Hajduk Split. El resultado de la ida fue de 1-0 en Split, y de 2-0 en Palma, con goles de Etoo y Luque. El 11 de septiembre de 2001 el Real Mallorca hace historia y disputa su primer partido de Liga de Campeones de la UEFA en el estadio de Son Moix (actualmente Iberostar Estadio) donde venció 1-0 al Arsenal Football Club con gol de Vicente Engonga de penalti. Aunque el Mallorca consiguió ganar a todos sus rivales, no pudo pasar a la siguiente fase, logrando 9 puntos (los mismos que el segundo clasificado, pero con peor diferencia de goles).
Después de perder por 0-4 ante el Schalke 04, Bernd Krauss fue destituido. El siguiente entrenador sería Sergio Kresic, pero tampoco acabaría la temporada ya que el 29 de abril fue cesado y sustituido por Tomeu Llompart a falta de dos jornadas, con el equipo en plena lucha por la permanencia. Los resultados fueron un empate 0-0 en el Santiago Bernabéu y la victoria en casa por 2-1 contra el Valladolid, lo que permitió permanecer la sexta temporada consecutiva en Primera División.

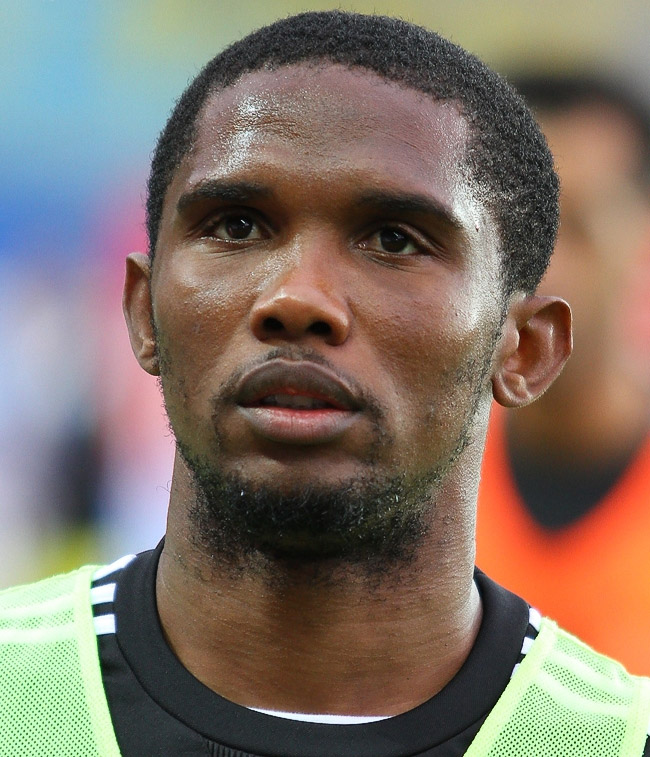
Samuel Eto'o, jugador del Mallorca entre 1999 y 2004.

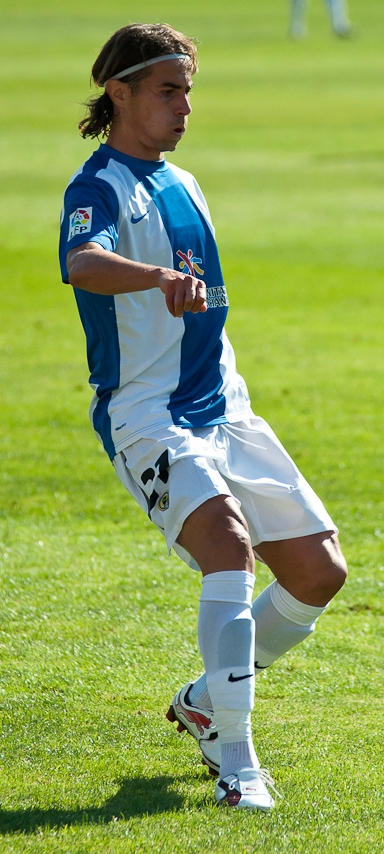
David Cortés, jugador del Mallorca entre 2002-2006.

Durante la temporada 2002-2003, con Gregorio Manzano en el banquillo, el Real Mallorca ganó la Copa del Rey disputada en Elche ante el Recreativo de Huelva por un total de 3-0, con un gol de Walter Pandiani y dos de Samuel Eto'o. La alineación del partido fue la siguiente: Leo Franco, David Cortés, Poli, Nadal, Fernando Niño, Harold Lozano, Álvaro Novo, Albert Riera, Ibagaza, Eto'o y Pandiani. También jugaron Marcos, Campano y Carlos. En este partido se movilizaron más de 15 000 mallorquinistas, siendo el récord de seguidores bermellones desplazados para presenciar un encuentro del Real Mallorca fuera de la isla. En la Liga, el Mallorca quedó en novena posición. Registró su mejor racha, de siete victorias consecutivas, y ganó en los estadios del FC Barcelona y Real Madrid, incluyendo una goleada (1-5) a este último.

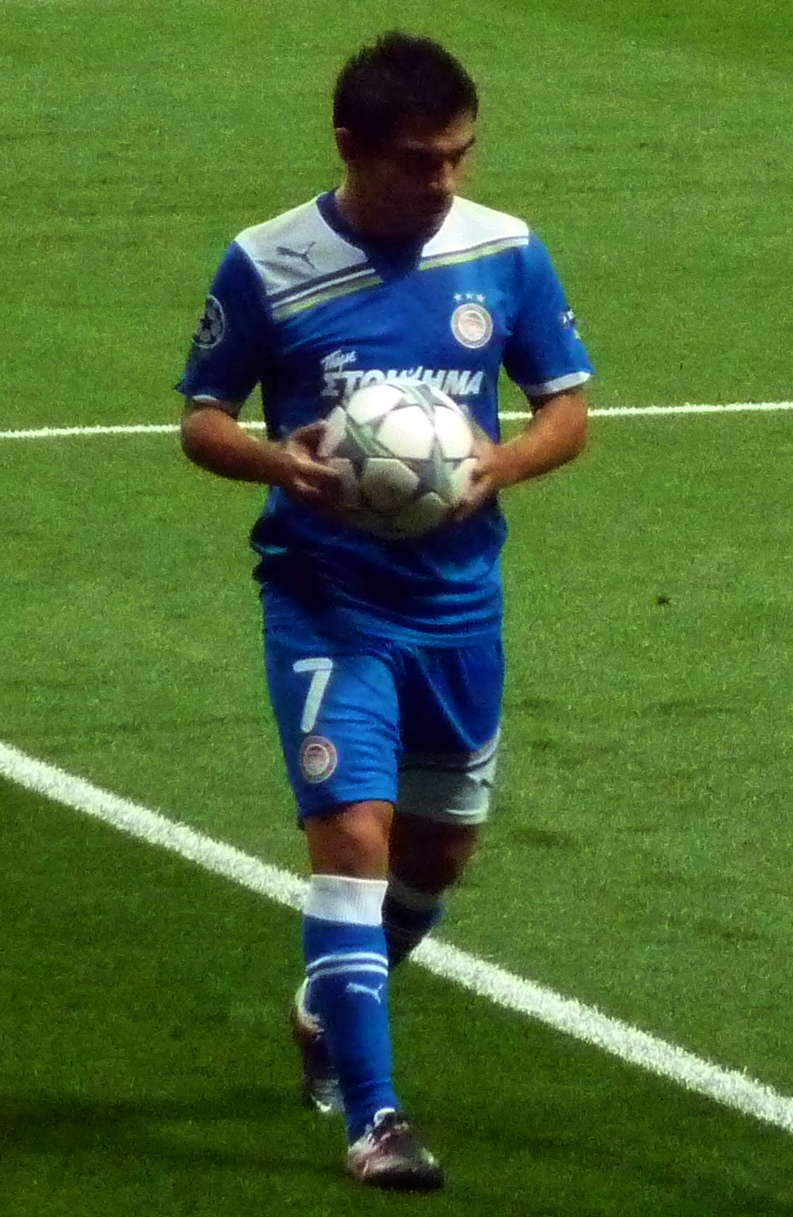
Ariel Ibagaza, jugador del Mallorca entre 1998-2003 y 2006-2008.

La temporada siguiente, 2003-2004, Gregorio Manzano dejó el banquillo bermellón para irse al Atlético de Madrid, en su lugar llegó el entrenador portugués Jaime Pacheco. Debido al mal inicio de temporada este fue destituido en la jornada n.º 6 tras perder con el Albacete Balompié por 2-1 en el Carlos Belmonte, y tras una nueva interinidad de Tomeu Llompart, su sustituto fue Luis Aragonés. El Sabio logró la permanencia con el equipo mallorquín a falta de tres jornadas, ganando al Real Madrid en el Estadio Santiago Bernabéu por 2-3. También esta temporada jugó la Copa de la UEFA llegando hasta los octavos de final donde fue eliminado por el Newcastle United.
La temporada 2004-2005 se había diseñado con Luis Aragonés en el banquillo, pero la dimisión de Iñaki Sáez le dio la oportunidad de dirigir a la Selección española de fútbol y en su lugar llegó Benito Floro. El inicio de temporada fue malo y en la jornada n.º 8 fue destituido con el equipo situado en la 19.ª posición. El entrenador que llegó para sustituirlo fue Héctor Cuper, pero los resultados no mejoraron mucho. En la jornada nº31 el equipo estaba situado en la 18.ª posición a 11 puntos de la salvación tras perder en casa con el Real Zaragoza a falta de siete partidos; incluso el entrenador reconoció que era prácticamente imposible salvarse, pero allí empezó el milagro de la salvación, coincidiendo con el hundimiento del Levante Unión Deportiva.
El Mallorca ganó al Numancia, Espanyol, Athletic y Deportivo y empató con el Valencia, Osasuna y Betis en la última jornada consiguiendo la permanencia, logrando superar al Levante que tenía 12 puntos más que los mallorquinistas y que solo sumó 3 puntos de los últimos 30 posibles al final de temporada.
Finaliza la etapa de Mateu Alemany, llegada de Vicente Grande y crisis económica

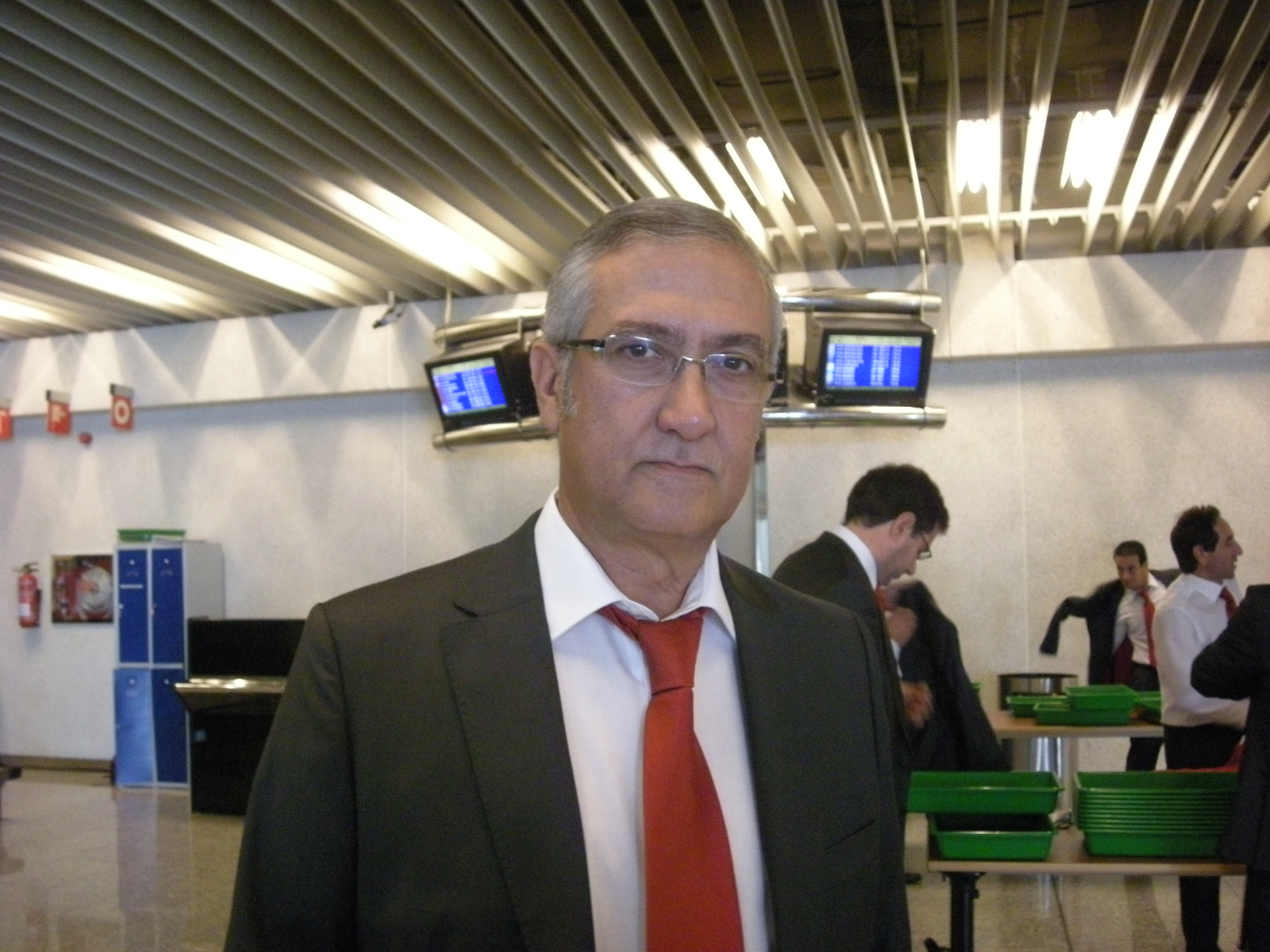
Gregorio Manzano es el entrenador con más partidos en Primera División de la historia del club y el artífice de la victoria en la Copa del Rey de Fútbol en 2003. Entrenó al club en la temporada 2002-03, de 2005 a 2010 y en la 2012-13.

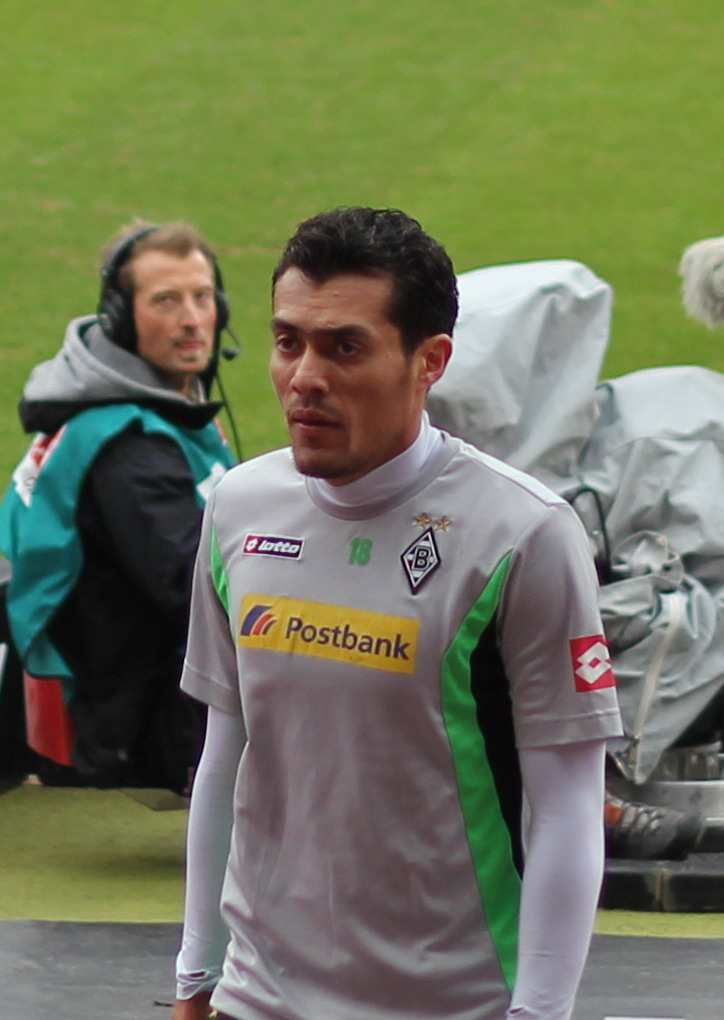
Juan Arango, jugador del Mallorca entre 2004 y 2009.

En la temporada 2005-2006, después del milagro de la permanencia, Mateu Alemany dejó la presidencia del club, ocupando su lugar Vicente Grande. Héctor Cúper siguió en el banquillo consiguiendo un irregular arranque. Pero en la jornada nº23 presentó su dimisión, ya que el equipo llevaba nueve jornadas sin ganar, y en su lugar llegó el artífice de la Copa Gregorio Manzano. La permanencia se fraguó con dos victorias, una en el Vicente Calderón 0-1 contra el Atlético de Madrid y otra en casa ante el Valencia CF 2-1 a falta de dos jornadas para el final. Con Cúper consiguió 19 puntos en 23 jornadas, con Manzano se consiguió 24 puntos en 15 partidos.
En la temporada 2006-2007, Gregorio Manzano se ganó la continuidad en el banquillo y tras dos años coqueteando de manera peligrosa con el descenso, prometió que esta temporada no pasarían muchos apuros, objetivo que cumplió gracias a la buena planificación en pretemporada y a que el equipo consiguió la permanencia a falta de seis jornadas.
En la temporada 2007-2008, el Mallorca hizo historia al ganar 7-1 al Recreativo Huelva, siendo esta su mayor goleada en la historia. Esa misma temporada, y tras una gran remontada en la segunda vuelta, quedó 7.º, a las puertas de la clasificación para la Copa de la UEFA, con Dani Güiza como pichichi nacional con 27 tantos, galardonado además con la Bota de Plata del fútbol europeo y también consiguió ganar en estadios como el Camp Nou, Santiago Bernabéu, Mestalla, San Mamés o Sánchez Pijuán.
En la temporada 2008-2009, Dani Güiza fue traspasado al Fenerbahçe turco. También en esta temporada se produjo una convulsa situación institucional. Tras el fracaso de la venta del equipo al empresario británico Paul Davidson, Vicente Grande dimitió de su cargo y el presidente pasó a ser Joaquín García. Tras un tiempo, esta situación desembocó en el regreso de Mateu Alemany a la presidencia del club. Deportivamente, el Mallorca llegó hasta las semifinales de la Copa del Rey, donde fue eliminado por el FC Barcelona. El Mallorca perdió 2-0 en Barcelona y empató en el ONO Estadi. El equipo de Gregorio Manzano consiguió la permanencia a falta de cuatro jornadas para finalizar el campeonato gracias a los 37 puntos conseguidos en la segunda vuelta.
La temporada 2009-2010 empezó con la compra de Mateu Alemany del paquete accionarial de Vicente Grande, para posteriormente vendérselo a la familia Martí Mingarro. Tras la marcha de Juan Arango, Miguel Ángel Moyà, Cléber Santana, David Navarro, Lionel Scaloni y José Manuel Jurado, durante las dos últimas semanas del mercado fueron llegando los fichajes de Rubén González, Bruno China, Felipe Mattioni, Julio Álvarez, Paulo Pezzolano y Borja Valero. El técnico Gregorio Manzano se convirtió esa temporada en el entrenador con más partidos en Primera División con el club.

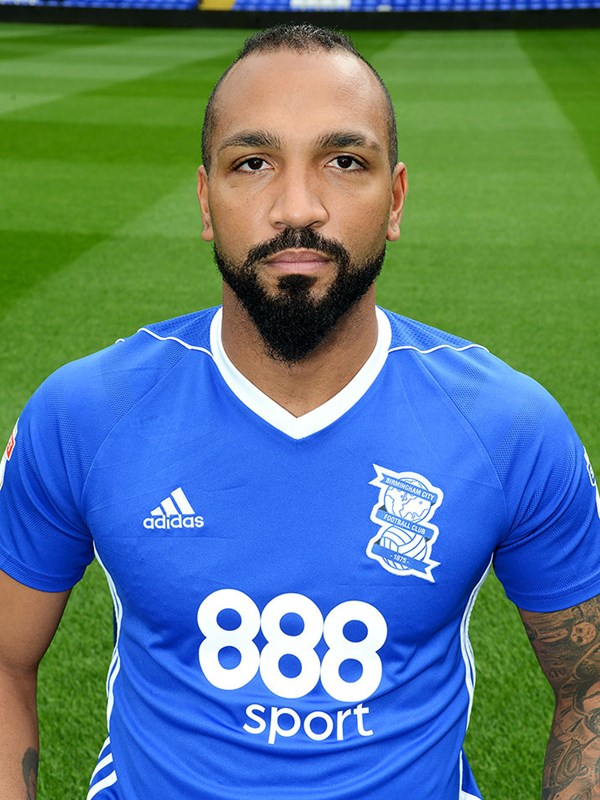
El palmesano Emilio Nsue jugó en el Mallorca entre 2010 y 2014.

La familia Martí Mingarro no pudo cumplir con la gestión económica del club. Todos los componentes del Real Mallorca, desde los futbolistas hasta los proveedores, pasando por el personal del club, no cobraron sus nóminas. Los Martí Mingarro decidieron deshacer el acuerdo de venta el día 11 de octubre de 2009, devolviendo el club a Mateu Alemany. Hasta la última jornada, el equipo estuvo en la lucha por la cuarta y última plaza que daba acceso a la Liga de Campeones. En dicha jornada los mallorquinistas vencieron por 2-0 al Espanyol, pero el Sevilla venció por 2-3 al Almería con gol en el último minuto del sevillista Rodri. Esta victoria supuso la clasificación sevillista para la Liga de Campeones, acabando el Mallorca en quinta posición, que daba acceso a la Europa League.

### Década de 2010
Periodo en Segunda División (2013-2017)

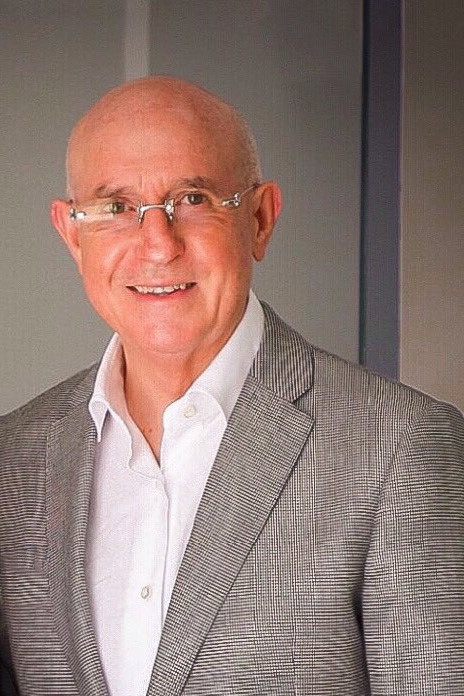
Lorenzo Serra Ferrer.

Después de dieciséis años de ausencia en la categoría de plata, el Mallorca contrató a José Luis Oltra como nuevo técnico con el objetivo de volver a Primera División. El conjunto bermellón comenzó la temporada 2013-14 con 3 derrotas consecutivas, y aunque salió de la zona de descenso, se quedó anclado a media tabla, sin entrar en puestos de "play-off" de ascenso y siendo uno de los equipos más goleados de la categoría. Esta situación provocó que se estudiara el despido del entrenador, pero al no aceptar el accionista mayoritario Utz Claasen el sustituto propuesto por Lorenzo Serra Ferrer (Lluís Carreras), este dimitió. Una semana más tarde se anuncia la marcha de José Luis Oltra y la llegada de Lluís Carreras, pero la decisión no se confirmó hasta dos días después, tras reunirse el Consejo de Administración. A los doce partidos, y con una racha de 3 puntos de 24, Lluís Carreras es destituido y sus sustitutos son Javier Olaizola y Pep Alomar, quienes deberán asegurar la permanencia en los 3 últimos partidos. Finalmente, este improvisado tándem de la casa logra 5 puntos de 9 posibles que bastan para obtener la permanencia, aunque hubo que sufrir hasta la última jornada para conseguir la salvación en una temporada donde el objetivo era ascender.
Miquel Soler fue anunciado como nuevo técnico para la temporada 2014-15, pero al mes siguiente, Dudu Aouate pasa a ser mánager general y consejero de la entidad y decide sustituir al entrenador catalán por el ruso Valeri Karpin. El equipo sufrió un horrible comienzo de Liga, sumando un solo punto de 12 posibles en los cuatro primeros partidos. La mala racha continúa y el Mallorca cae al último puesto de la clasificación, con solo 2 puntos en 7 jornadas, situación detonante de la dimisión de Dudu Aouate. Pero a partir de ese momento, el equipo isleño encadena cinco victorias consecutivas que lo catapultan a la zona media de la clasificación. El 5 de enero de 2015, Lorenzo Serra Ferrer vende sus acciones a Utz Claassen, convirtiéndose así el alemán en el nuevo máximo accionista del club. El 9 de febrero de 2015, Valery Karpin es destituido y su relevo es Miquel Soler. La situación con el técnico catalán tampoco mejoró mucho y consiguió la permanencia a falta de tres partidos para finalizar la temporada, la cual ha vuelto a ser un fracaso.
Utz Claassen y Miguel Ángel Nadal escogen a Albert Ferrer para comandar una revolución en la plantilla para la temporada 2015/16. El Club firma hasta quince nuevas incorporaciones al plantel de futbolistas. De la temporada anterior solo quedan Cabrero, Company, Truyols, Javi Ros, Yuste, Vallejo, Arana, Fofo y Pereira. Kasim, Damiá Sastre y Brandon suben definitivamente del filial Mallorca B, que esta temporada jugará en la Tercera División-Grupo Balear. Los jovencísimos brasileños Carioca y Lima, cedidos del Gremio de Porto Alegre, no son inscritos en el Primer Equipo al ocupar plaza no comunitaria. Pasarán a jugar en el filial y subirán al primer equipo cuando el entrenador lo considere conveniente. Se trata, en definitiva, de una amalgama de jugadores veteranos, jóvenes promesas y jugadores del filial. Nacionales y extranjeros. La mayoría de futbolistas son agentes libres, es decir, el Club no ha tenido que realizar un desembolso para pagar un traspaso. Otros llegan en calidad de cedidos por otros equipos. Bastantes tienen experiencia de jugar en la Primera División en España o en el extranjero. El éxito de esta apuesta ha resultado ser un fracaso absoluto ya que el equipo acabó la primera vuelta en puestos de descenso y eso provocó la destitución de Albert Ferrer y fue relevado por Pepe Gálvez. El 4 de enero de 2016, el estadounidense Robert Sarver se convierte en máximo accionista del club a través de una ampliación de capital y nombra consejero delegado a Maheta Molango, quien será el que tome las decisiones a partir de ese momento. A raíz de que continúan los malos resultados, el 18 de enero de 2016, Molango decide destituir a Gálvez y contrata a Fernando Vázquez, (quien ya dirigió al equipo en la temporada 1999/2000 en Primera División) hasta 2017, con el objetivo de salvar la categoría esta temporada y que luche por el ascenso en la 2016/17. El club realizó una ampliación de capital con la que obtuvieron 20 M para fichar en el mercado invernal y con los que ficharon a jugadores como Lago Junior y Diogo Salomao. Finalmente el equipo consiguió la permanencia en la última jornada al ganar 1-3 al Real Valladolid en el estadio José Zorrilla y también gracias a la derrota de la Ponferradina y al empate de la U. D. Almería.
Periodo en Segunda División B
El 4 de junio de 2017 consuma su descenso a Segunda División B a falta de una jornada tras una nefasta temporada en Segunda. Tras 36 años consecutivos en el fútbol profesional es la tercera vez en sus 101 años de historia que participará en el fútbol no profesional.
Ubicado en el Grupo III de Segunda B, el Mallorca encomienda a Vicente Moreno la tarea de retornar al equipo a la categoría de plata. La plantilla sufre una revolución respecto a la del descenso, permaneciendo en ella únicamente Lago Junior, Antonio Raíllo, Damià Sabater y Pol Roigé, siendo los dos primeros decisivos en el ascenso final del club.
Pese a sufrir la competencia de Elche Club de Fútbol y Villarreal B, dos de los equipos más fuertes de la categoría, el Mallorca se colocó líder del campeonato en las primeras jornadas y jamás cambió de posición de ahí hasta el final. Buena culpa de ello tuvo su gran racha de 20 partidos sin perder y su solidez defensiva. 37 años después, volvió a disputar y ganar un derbi frente al Atlético Baleares, hito que tuvo repercusión internacional. Pese a atravesar varios baches a lo largo de la temporada, el Mallorca no encontró rival y jamás gozó de una ventaja inferior a los cinco puntos. Con un partido de antelación sobre el final del campeonato se proclamaron campeones de grupo. El rival por el ascenso directo, tras el sorteo realizado en la RFEF, sería el Mirandés.
Retorno a Segunda División
El 27 de mayo de 2018 el club volvía al fútbol profesional una temporada después de consumar su descenso. El club queda primero en su categoría y gana en la final de los playoffs al  Club Deportivo Mirandés ganando la ida 3-1 en el estadio local y empatando 0-0 en el estadio visitante. Además, tras conseguir el ascenso, el Mallorca pondría la guinda al pastel proclamándose campeón de Segunda División B de España tras imponerse al Rayo Majadahonda por los resultados de 2-1 y 0-1.
Octavo ascenso a Primera División
En la temporada 2018/19, el Real Club Deportivo Mallorca vuelve a Segunda División una temporada después. Manteniendo el bloque de Segunda B, su objetivo era salvar la categoría. Sin embargo, el rendimiento del equipo fue realmente bueno y los bermellones acabaron la temporada en el quinto puesto, que clasificaba para jugar el play-off de ascenso a Primera División. En la primera eliminatoria, el Mallorca venció al Albacete Balompié y pasa a la final contra el Real Club Deportivo de La Coruña. La derrota en el partido de ida (2-0) no desanimó a los mallorquines, que el 23 de junio de 2019, en la vuelta disputada en Son Moix, ganó 3-0 y consiguió el ansiado ascenso a Primera tras una temporada impecable. Tras una temporada atípica en Primera, afectada por la pandemia de COVID-19, Vicente Moreno se marcha al RCD Espanyol, después de confirmarse el descenso a Segunda División. El sustituto sería Luis García Plaza.
Noveno ascenso a Primera División

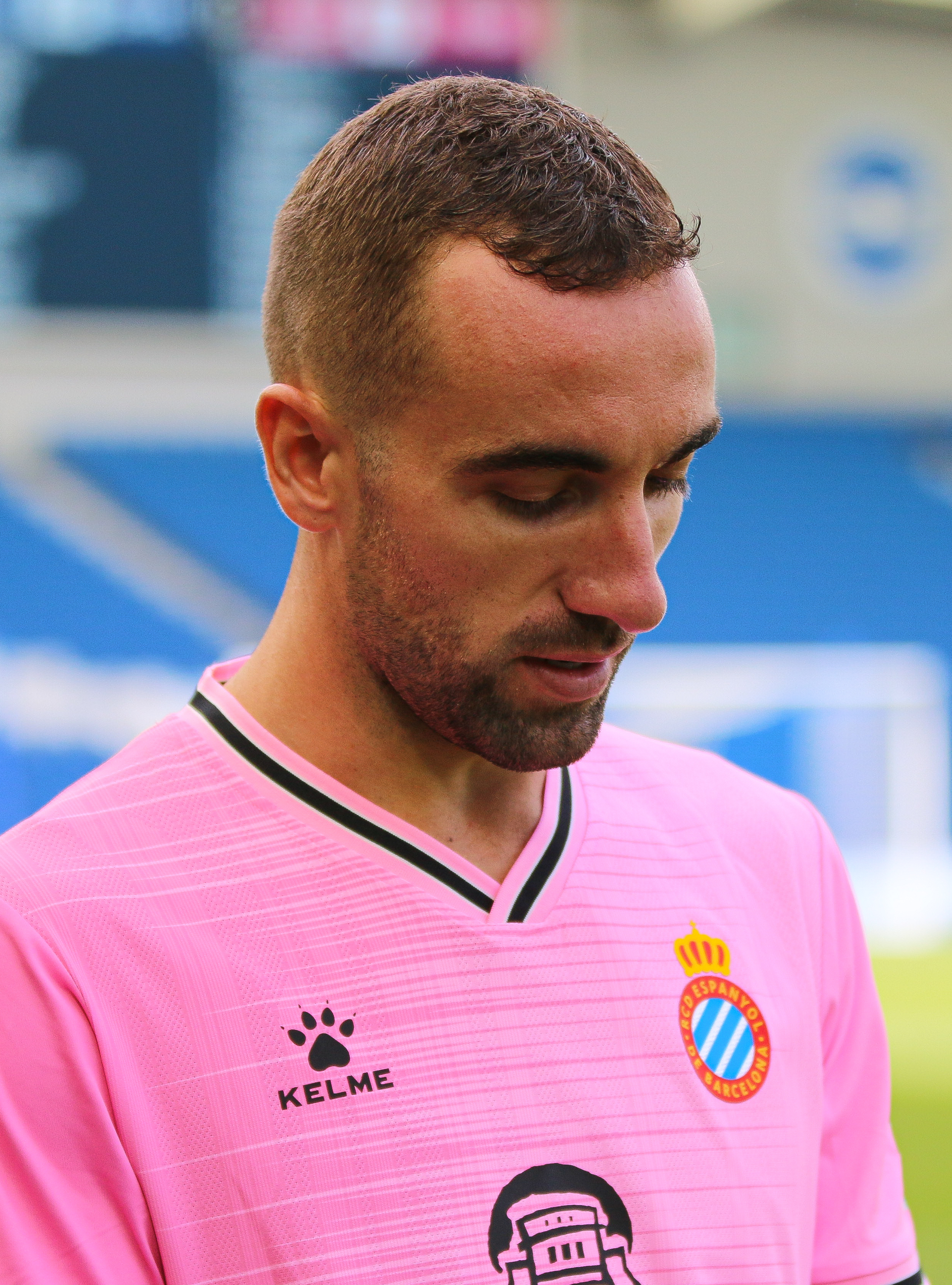
El mallorquín Sergi Darder jugó la final de la Copa del Rey 23/24.

En la temporada 21/22 el Real Club Deportivo Mallorca vuelve a la categoría elite del fútbol español de la mano de Luis García Plaza tras quedar en segundo puesto en Segunda División. Tras varios malos resultados seguidos, Luis García Plaza acaba destituido, y lo releva el 24 de marzo de 2022 el  entrenador mexicano Javier Aguirre. 
El equipo bermellón acabaría logrando la salvación en la última jornada en su visita al estadio El Sadar contra el Osasuna, equipo al que le necesitaban ganar por 2 goles para mantenerse en la categoría, el gol de la salvación llegaría en el minuto 83' por  parte del centrocampista Clément Grenier.
Al año siguiente en la temporada 2022-23 llegó a los 50 puntos, quedándose a tan sólo tres de poder jugar competiciones europeas.
El 27 de febrero de 2024, el Real Club Deportivo Mallorca volvería a jugar una final de la Copa del Rey tras 21 años del equipo sin clasificarse, al vencer en el estadio de Anoeta a la Real Sociedad de Fútbol con un resultado de 1-1, y resolviéndose en los penaltis (4-5).

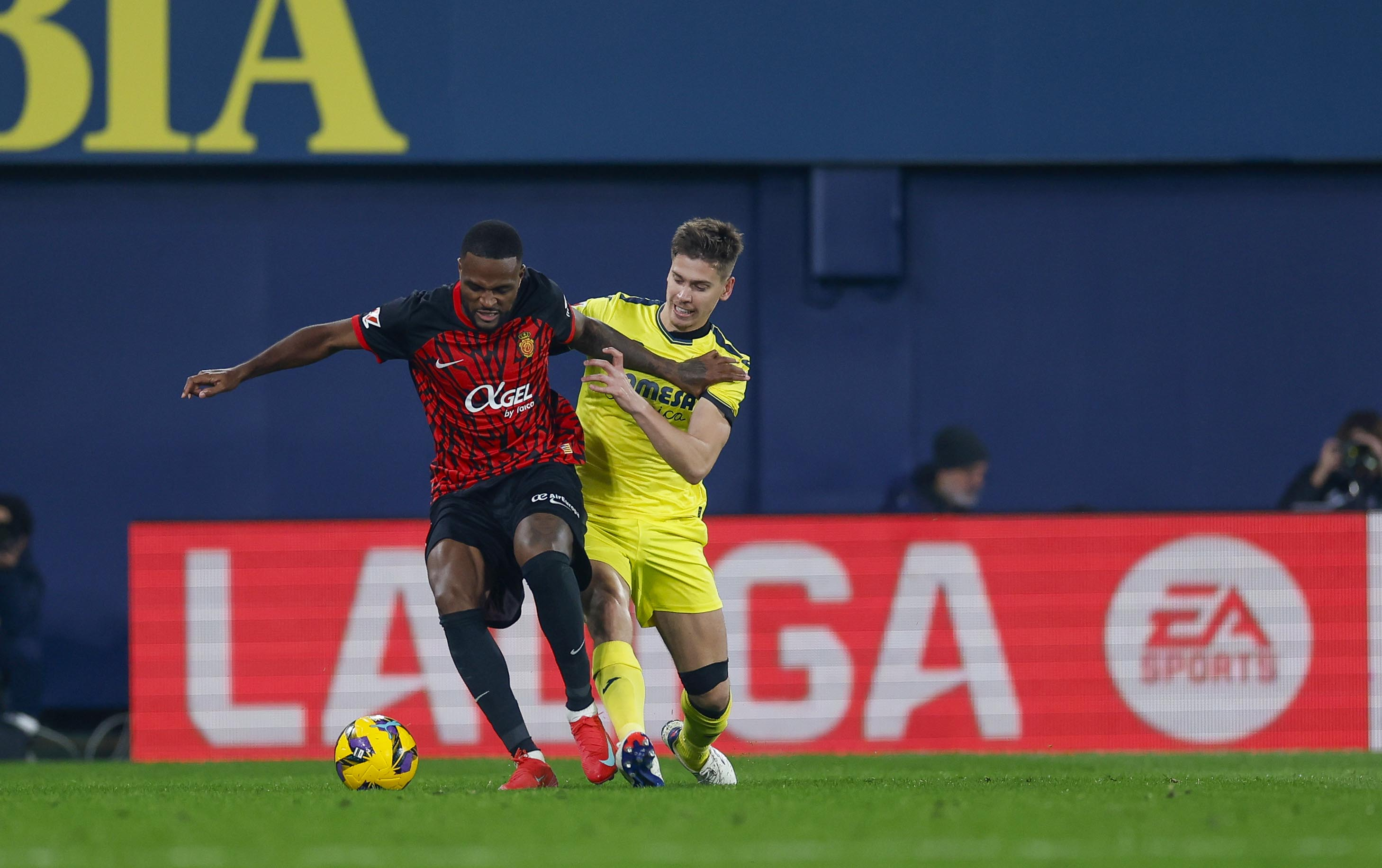
Temporada 2024-25, partido contra el Villarreal, juegan Cyle Larin y Juan Foyth

### Trayectoria histórica
| Competición nacional                     | Títulos                                               | Subcampeonatos             |
| ---------------------------------------- | ----------------------------------------------------- | -------------------------- |
| Copa del Rey (1/2)                       | 2002-03.                                              | 1990-91, 1997-98, 2023-24. |
| Supercopa de España (1/1)                | 1998.                                                 | 2003.                      |
| Segunda División (2/1)                   | 1959-60, 1964-65.                                     | 2020-21.                   |
| Segunda División B (1)                   | 2017-18.                                              |                            |
| Segunda División B, Campeón de Grupo (2) | 1980-81 (G. II), 2017-18 (G. III).                    |                            |
| Tercera División (6)                     | 1943-44, 1954-55, 1956-57, 1957-58, 1958-59, 1979-80. |                            |

| Temporada | Nivel | División | Puesto | Copa del Rey |
| --------- | ----- | -------- | ------ | ------------ |
| 1931–32   | 3     | 3.ª      | 4.º    | 1/32         |
| 1932–33   | 4     | Regional | 2.º    | -            |
| 1933–34   | 4     | Regional | 4.º    | -            |
| 1934–35   | 4     | Regional | 3.º    | -            |
| 1935–36   | 4     | Regional | 1.º    | 2.ª ronda    |
| 1939–40   | 2     | 2.ª      | 7.º    | -            |
| 1940–41   | 4     | 1.ª Reg. | 2.º    | -            |
| 1941–42   | 4     | 1.ª Reg. | 1.º    | -            |
| 1942–43   | 4     | 1.ª Reg. | 1.º    | -            |
| 1943–44   | 3     | 3.ª      | 1.º    | 1/32         |
| 1944–45   | 2     | 2.ª      | 11th   | 1.ª Ronda    |
| 1945–46   | 2     | 2.ª      | 8th    | 1.ª Ronda    |
| 1946–47   | 2     | 2.ª      | 5th    | 1.ª Ronda    |
| 1947–48   | 2     | 2.ª      | 13th   | 1.ª Ronda    |
| 1948–49   | 3     | 3.ª      | 3rd    | 1.ª Ronda    |
| 1949–50   | 2     | 2.ª      | 11th   | 1/16         |
| 1950–51   | 2     | 2.ª      | 12th   | -            |
| 1951–52   | 2     | 2.ª      | 6th    | -            |
| 1952–53   | 2     | 2.ª      | 8th    | 2.ª ronda    |
| 1953–54   | 2     | 2.ª      | 16th   | -            |

| Season  | Tier | División | Place | Copa del Rey |
| ------- | ---- | -------- | ----- | ------------ |
| 1954–55 | 3    | 3.ª      | 1st   | -            |
| 1955–56 | 3    | 3.ª      | 2nd   | -            |
| 1956–57 | 3    | 3.ª      | 1st   | -            |
| 1957–58 | 3    | 3.ª      | 1st   | -            |
| 1958–59 | 3    | 3.ª      | 1st   | -            |
| 1959–60 | 2    | 2.ª      | 1st   | 1/4          |
| 1960–61 | 1    | 1.ª      | 9th   | 1/16         |
| 1961–62 | 1    | 1.ª      | 11th  | 1/16         |
| 1962–63 | 1    | 1.ª      | 13th  | 1/32         |
| 1963–64 | 2    | 2.ª      | 3rd   | 1/32         |
| 1964–65 | 2    | 2.ª      | 1st   | 1/16         |
| 1965–66 | 1    | 1.ª      | 15th  | 1/16         |
| 1966–67 | 2    | 2.ª      | 5th   | 1/32         |
| 1967–68 | 2    | 2.ª      | 4th   | 1.ª Ronda    |
| 1968–69 | 2    | 2.ª      | 3rd   | -            |
| 1969–70 | 1    | 1.ª      | 15th  | 1/32         |
| 1970–71 | 2    | 2.ª      | 9th   | 1/32         |
| 1971–72 | 2    | 2.ª      | 12th  | 4.ª ronda    |
| 1972–73 | 2    | 2.ª      | 10th  | 4.ª ronda    |
| 1973–74 | 2    | 2.ª      | 11th  | 3.ª ronda    |

| Temporada | Nivel | División | Puesto | Copa del Rey |
| --------- | ----- | -------- | ------ | ------------ |
| 1974–75   | 2     | 2.ª      | 17th   | 1/32         |
| 1975–76   | 3     | 3.ª      | 9th    | 1.ª Ronda    |
| 1976–77   | 3     | 3.ª      | 3rd    | 2.ª ronda    |
| 1977–78   | 3     | 2.ª B    | 18th   | 1.ª Ronda    |
| 1978–79   | 4     | 3.ª      | 13th   | -            |
| 1979–80   | 4     | 3.ª      | 1st    | 3.ª ronda    |
| 1980–81   | 3     | 2.ª B    | 1st    | 3.ª ronda    |
| 1981–82   | 2     | 2.ª      | 6th    | 4.ª ronda    |
| 1982–83   | 2     | 2.ª      | 3rd    | 4.ª ronda    |
| 1983–84   | 1     | 1.ª      | 17th   | 3.ª ronda    |
| 1984–85   | 2     | 2.ª      | 7th    | 1/16         |
| 1985–86   | 2     | 2.ª      | 3rd    | 4.ª ronda    |
| 1986–87   | 1     | 1.ª      | 6th    | 1/4          |
| 1987–88   | 1     | 1.ª      | 18th   | 1/32         |
| 1988–89   | 2     | 2.ª      | 4th    | 1/4          |
| 1989–90   | 1     | 1.ª      | 10th   | 1.ª Ronda    |
| 1990–91   | 1     | 1.ª      | 15th   | SUBCAMPEONES |
| 1991–92   | 1     | 1.ª      | 20th   | 4.ª ronda    |
| 1992–93   | 2     | 2.ª      | 4th    | 1/16         |
| 1993–94   | 2     | 2.ª      | 5th    | 3.ª ronda    |

| Season    | Tier | División | Place | Copa del Rey |
| --------- | ---- | -------- | ----- | ------------ |
| 1994–95   | 2    | 2.ª      | 12th  | 1/4          |
| 1995–96   | 2    | 2.ª      | 3rd   | 2.ª ronda    |
| 1996–97   | 2    | 2.ª      | 3rd   | 1/4          |
| 1997–98   | 1    | 1.ª      | 5th   | SUBCAMPEONES |
| 1998–99   | 1    | 1.ª      | 3rd   | 1/4          |
| 1999–2000 | 1    | 1.ª      | 10th  | 2.ª ronda    |
| 2000–01   | 1    | 1.ª      | 3rd   | 1/4          |
| 2001–02   | 1    | 1.ª      | 16th  | 1/16         |
| 2002–03   | 1    | 1.ª      | 9th   | CAMPEONES    |
| 2003–04   | 1    | 1.ª      | 11th  | 1/32         |
| 2004–05   | 1    | 1.ª      | 17th  | 1/32         |
| 2005–06   | 1    | 1.ª      | 13th  | 3.ª ronda    |
| 2006–07   | 1    | 1.ª      | 12th  | 1/16         |
| 2007–08   | 1    | 1.ª      | 7th   | 1/4          |
| 2008–09   | 1    | 1.ª      | 9th   | Semifinal    |
| 2009–10   | 1    | 1.ª      | 5th   | 1/4          |
| 2010–11   | 1    | 1.ª      | 17th  | 1/16         |
| 2011–12   | 1    | 1.ª      | 8th   | 1/4          |
| 2012–13   | 1    | 1.ª      | 18th  | 1/16         |
| 2013–14   | 2    | 2.ª      | 17th  | 2.ª ronda    |

| Season  | Tier | División | Place | Copa del Rey |
| ------- | ---- | -------- | ----- | ------------ |
| 2014–15 | 2    | 2.ª      | 16th  | 2.ª ronda    |
| 2015–16 | 2    | 2.ª      | 17th  | 2.ª ronda    |
| 2016–17 | 2    | 2.ª      | 20th  | 3.ª ronda    |
| 2017–18 | 3    | 2.ª B    | 1st   | 2.ª ronda    |
| 2018–19 | 2    | 2.ª      | 5th   | 1/32         |
| 2019–20 | 1    | 1.ª      | 19th  | 1/32         |
| 2020–21 | 2    | 2.ª      | 2nd   | 2.ª ronda    |
| 2021–22 | 1    | 1.ª      | 16th  | 1/4          |
| 2022–23 | 1    | 1.ª      | 10th  | 1/16         |

## Símbolos

### Historia y evolución del escudo
|                                                           |
| Primer escudo del club como Alfonso XIII F. C. (1916-16). |

|                                                      |
| Primer escudo del club con la corona real (1916-28). |

### Himno
Para escuchar el himno 

## Uniforme

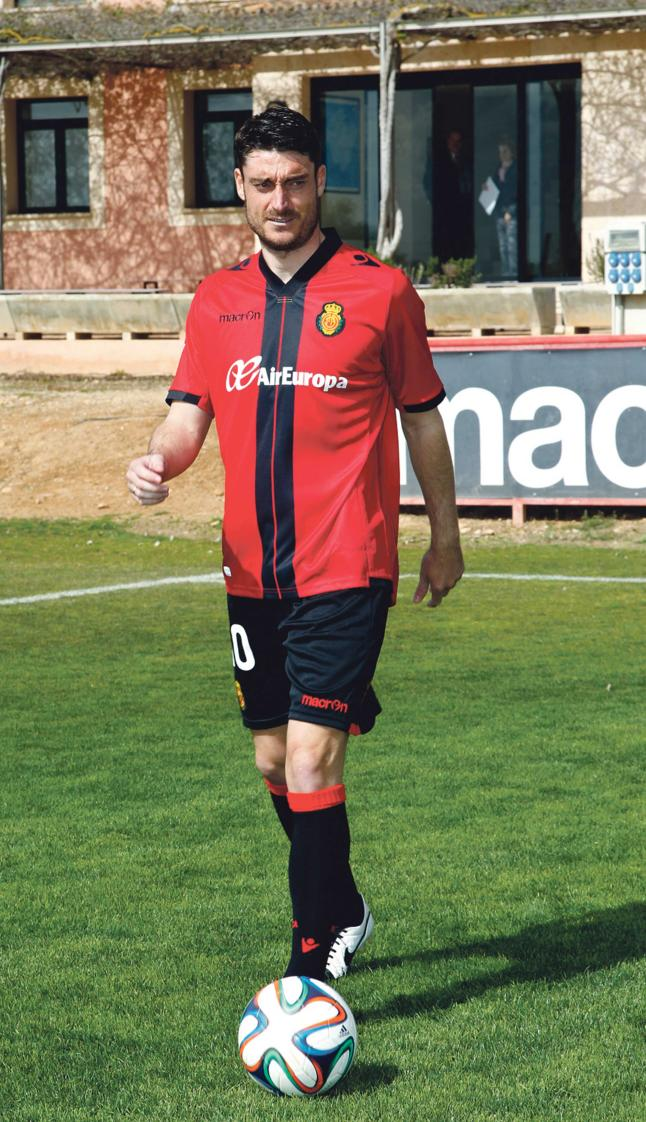
Albert Riera con el uniforme del Mallorca.

Aunque en sus inicios el Alfonso XIII, germen del actual Real Mallorca, usaba camisola, pantalón y medias negras, Adolfo Vázquez Humasqué le dio en 1922 una equipación mucho más similar a la actual compuesta por zamarra roja, pantalón azul y calcetas negras. Con ese cambio el entonces presidente de la junta directiva del club, monárquico convencido, vestiría al equipo con los colores que usaba la selección española de fútbol en aquella época.
En 1933, al poco de instaurarse la Segunda República, ya bajo la denominación de CD Mallorca, el equipo modificaría el color de su pantalón al negro. Así el Mallorca empezaría a lucir una composición cromática de camiseta roja, pantalón negro y medias negras que sería ya característica a lo largo de su historia.
Durante 69 años de historia el uniforme prototípico del conjunto mallorquín solo se modificaría en tres ocasiones. En la temporada 1968-1969 los pantalones y medias se teñían de blanco con el equipo en Segunda División, un cambio que apenas duraría una sola temporada. El mismo tiempo perduraría la equipación que Adidas ideó para el equipo en 1976. Con el club en Tercera División los pantalones y las calcetas pasaría a lucir en color rojo, una equipación similar a la de la temporada 2012-2013, en la que el Mallorca rompió por tercera vez su tradición de vestir pantalón negro.

### Evolución
| 1916 - 1922 | 1922 - 1933 | 1933 - 1968 | 1968 - 1969 | 1969 - 1976 | 1976 - 1977 | 1977 - 1997 | 1997 - 1999 | 2012 - 2013 | 2013 - Act. | 2018 - 2019 |
| 2019 - 2020 | 2020 - 2021 | 2021 - 2022 | 2022 - 2023 |             |             |             |             |             |             |             |

### Proveedores
| Periodo   | Proveedor |
| --------- | --------- |
| 1980-1982 | Yumas     |
| 1982-1986 |           |
| 1986-1987 | Gilcor    |
| 1987-1988 |           |
| 1988-1990 |           |
| 1990-1992 |           |
| 1992-1994 |           |
| 1994-1995 |           |
| 1995-1997 | Tenth     |
| 1997-2000 |           |
| 2000-2003 |           |
| 2003-2010 | Reial     |
| 2010-2016 |           |
| 2016-2021 |           |
| 2021-Act. |           |

## Instalaciones del club

### Estadio

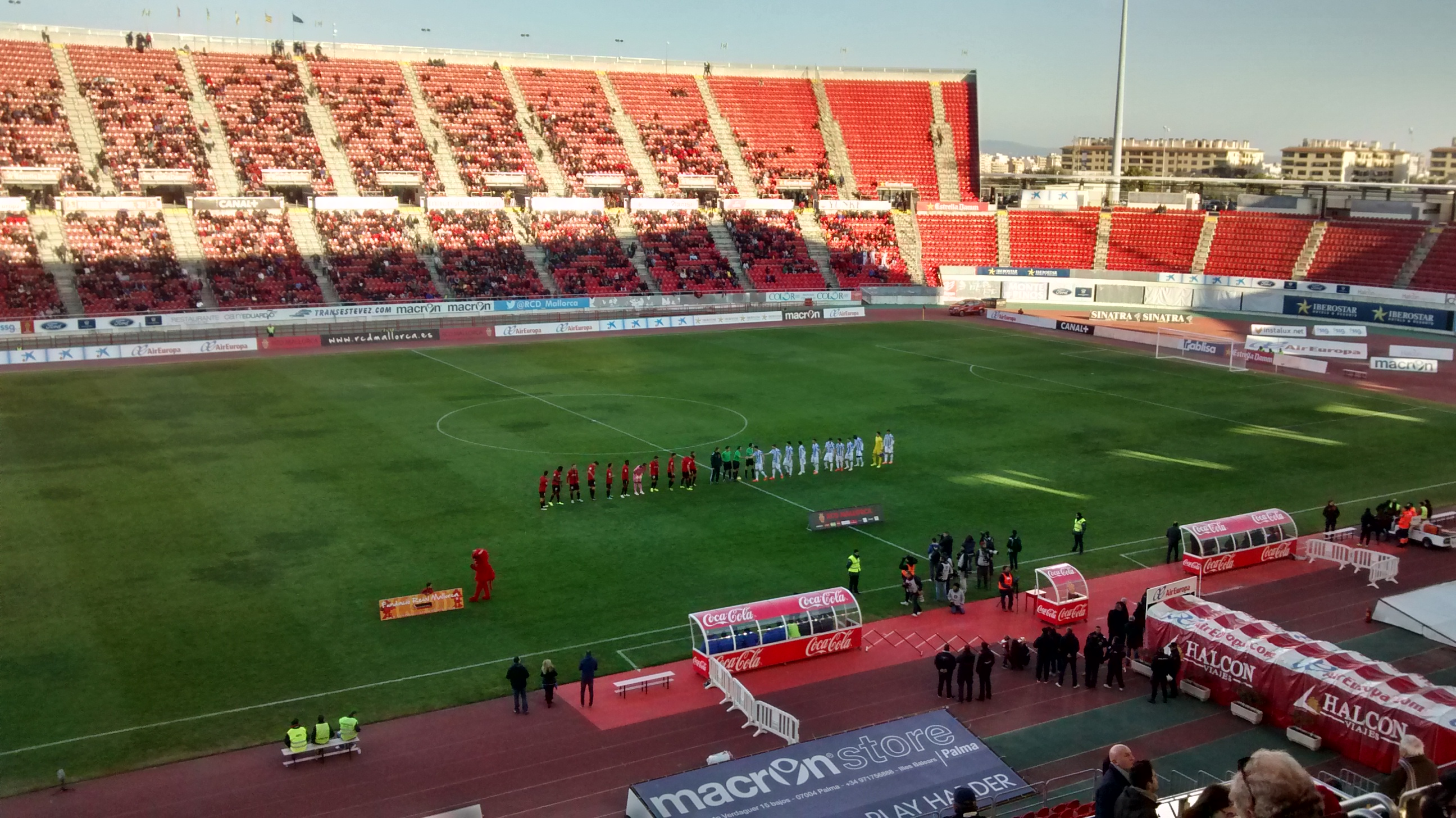
Partido contra el C. D. Leganés (0-2) de la temporada 2014-15.

Actualmente el equipo tienen su sede en estadio Son Moix, que desde 1999 sustituye al estadio Lluís Sitjar (1945).
Son Moix tiene capacidad para 23 142 espectadores y tiene unas dimensiones de 105 × 68 m, es propiedad del ayuntamiento local y debe su nombre al acuerdo de patrocinio entre BARCELO y el Real Club Deportivo Mallorca firmado en el mes de agosto de 2010. El patrocinio anterior con la empresa de telecomunicaciones ONO lo convirtió en el primer estadio de España en llevar el nombre de una empresa.
Antiguamente el club jugó en campos como el Velódromo de Tirador, el primero de la sociedad, o en el estadio de Buenos Aires que fue donde disputó sus partidos como local hasta el año 1944, fecha en que se muda al estadio Lluís Sitjar.
El 1 de enero de 2022 el club anuncia que, tras más de veinte años de promesas y negociaciones con el Ayuntamiento de Palma, se iba a iniciar el verano de ese mismo año, al acabar la temporada, las obras para eliminar las pistas de atletismo del estadio, así como cubrir la tribuna sol y ampliar el aforo a 25.000 espectadores. El 14 de enero de 2024, coincidiendo con el primer partido de la segunda vuelta de la liga 23/24, jugó contra el Celta de Vigo el primer partido con el estadio Mallorca Son Moix totalmente remodelado.

## Datos del club
- Temporadas en 1.ª: 32 (incluida la temporada 24-25)
- Mejor puesto en 1.ª: 3.º (temporada 98-99 y temporada 00-01)
- Peor puesto en 1.ª: 20.º (temporada 91-92)
- Puesto en la clasificación histórica: 18.º
- Temporadas en 2.ª: 37
- Mejor puesto en 2.ª: 1.º (temporada 1959-60 y temporada 1964-65)
- Peor puesto en 2.ª: 20.º (temporada 2016-17)
- Temporadas en 2ªB: 3
- Mejor puesto en 2ªB: 1.º
- Temporadas en 3.ª: 12
- Mejor puesto en 3.ª: 1.º
- Partidos en 1.ª : 950
- Puntos en 1.ª : 1112
- Victorias en 1.ª : 324
- Empates en 1.ª : 247
- Derrotas en 1.ª : 379
- Goles a favor en 1.ª : 1139
- Goles en contra en 1.ª : 1299

En 100 años el Mallorca ha ganado una Copa del Rey, tres subcampeonatos de Copa del Rey y una Supercopa de España. Ha jugado la Liga de Campeones y ha sido subcampeón de la Recopa de Europa.
En dos ocasiones ha finalizado la Liga de Primera División en tercer lugar. años 98-99 y 00-01

### Participación internacional

#### Por competición
Nota: En negrita competiciones activas.
| Competición                         | Temp. | PJ | PG | PE | PP | GF | GC | Dif. | Puntos | Títulos   | Subtítulos  |
| ----------------------------------- | ----- | -- | -- | -- | -- | -- | -- | ---- | ------ | --------- | ----------- |
| Liga de Campeones de la UEFA        | 2     | 10 | 4  | 2  | 4  | 7  | 11 | -4   | 14     | –         | –           |
| Liga Europa de la UEFA              | 3     | 20 | 10 | 2  | 8  | 32 | 28 | +4   | 32     | –         | –           |
| Recopa de Europa de la UEFA         | 1     | 9  | 3  | 5  | 1  | 9  | 6  | +3   | 14     | –         | 1           |
| Copa Intertoto de la UEFA           | 1     | 2  | 1  | 0  | 1  | 3  | 4  | -1   | 3      | –         | –           |
| Total                               | 7     | 41 | 18 | 9  | 14 | 51 | 49 | +2   | 63     | 0 títulos | 1 subtítulo |
| Actualizado a la Temporada 2003-04. |       |    |    |    |    |    |    |      |        |           |             |

## Organigrama deportivo

### Jugadores
La camiseta del Mallorca ha sido llevada por importantes jugadores a nivel mundial, destacándose la gran participación de jugadores de procedencia argentina, siendo los más contratados del extranjero, algunos de ellos como Fernando Cavenaghi, Luka Romero, Leo Pisculichi, Ariel Ibagaza, Germán Burgos, Lionel Scaloni, Jonás Gutiérrez, Maxi López, Carlos Roa, Leo Franco, Federico Lussenhoff, Germán Lux. Sin embargo, durante los últimos años, la plantilla estuvo formada por algunos jugadores de gran relevancia como el yugoslavo Jovan Stanković, el griego Angelos Basinas, Los venezolanos Juan Arango y Julio Álvarez o el camerunés Samuel Eto'o así como los hondureños Jorge Urquía, Jorge Bran y Miguel Ángel Matamoros y los españoles Miguel Ángel Nadal, Juan Carlos Valerón, Albert Luque, Diego Tristán, Miquel Soler y Dani Güiza.

### Plantilla y cuerpo técnico
- Los jugadores con dorsales superiores al 25 son, a todos los efectos, jugadores del R. C. D. Mallorca "B" y como tales, podrán compaginar partidos con el primer y segundo equipo. Como exigen las normas de la Liga Nacional de Fútbol Profesional, los jugadores de la primera plantilla deberán llevar los dorsales del 1 al 25. Del 26 en adelante serán jugadores del equipo filial.

- Los equipos españoles están limitados a tener en la plantilla un máximo de tres jugadores sin pasaporte de la Unión Europea. La lista incluye solo la nacionalidad deportiva cada jugador:
  - Pablo Maffeo posee la doble nacionalidad argentina y española.
  - Omar Mascarell posee la doble nacionalidad española y ecuatoguineana.
  - Johan Mojica posee la doble nacionalidad colombiana y española.
- Vedat Muriqi no cuenta como extracomunitario por el Acuerdo de Asociación de la Unión Europea.

| #   | Nombre                     | Partidos |
| --- | -------------------------- | -------- |
| 1°  | Paco Soler                 | 419      |
| 2°  | Miquel Àngel Nadal         | 348      |
| 3°  | Javier Olaizola            | 333      |
| 4°  | Bernat Sans Perelló        | 309      |
| 5°  | Rafael Gallardo            | 304      |
| 6°  | Blas Armero Gallego "Doro" | 278      |
| 7°  | Juan Forteza Bennasar      | 277      |
| 8°  | Ángel Pedraza Lamilla      | 272      |
| 9º  | José Carlos de Araujo      | 258      |
| 10° | Sebastià Pocoví Santandreu | 255      |
| 11° | Ariel Ibagaza              | 247      |
| 12° | Víctor Casadesús           | 237      |
| 13° | Ángel Gómez Benito         | 232      |
| 14° | Mariano Martín Clemente    | 228      |
| 15° | Marcos Martín de la Fuente | 227      |
| 16° | Josep Lluís Martí          | 221      |
| 17° | Jovan Stankovic            | 219      |
| 18° | Pep Bonet Moll             | 214      |
| 19° | Francisco Higuera          | 214      |
| 20° | Antonio José Raíllo Arenas | 214      |

| #   | Nombre                | Goles |
| --- | --------------------- | ----- |
| 1°  | Samuel Eto'o          | 68    |
| 2°  | Juan Arango           | 49    |
| 3°  | Abdón Prats           | 48    |
| 4°  | Víctor Casadesús      | 45    |
| 5°  | Lago Júnior           | 36    |
| 6°  | Dani Güiza            | 32    |
| 7°  | Pierre Webó           | 28    |
| 8°  | Ariel Ibagaza         | 28    |
| 9°  | Chory Castro          | 27    |
| 10° | Aritz Aduriz          | 24    |
| 11° | Albert Luque          | 24    |
| 12° | Diego Tristán         | 23    |
| 13° | Tomer Hemed           | 23    |
| 14° | Jovan Stankovic       | 22    |
| 15° | Brandon Thomas Llamas | 21    |
| 16° | Salva Sevilla         | 21    |
| 17° | Dani Rodríguez        | 20    |
| 18° | Dani García           | 19    |
| 19° | Ante Budimir          | 19    |
| 20° | Vedat Muriqi          | 17    |

Trofeos individuales
- Trofeo Zamora (1): Carlos Ángel Roa 1998, (35) partidos, (29) goles encajados
- Trofeo Pichichi (1): Dani Güiza 2008, (27) goles marcados
- Trofeo Zarra (1): Dani Güiza 2008, (27) goles marcados

Bajas
Pablo Maffeo, Javier Llabrés y David López: libres

### Entrenadores
| Temporada         | Entrenador                      |
| ----------------- | ------------------------------- |
| 1923-24 – 1924-25 | Ferry Proks "Zaubek" Panzita    |
| 1924-25 – 1926-27 | Ferrà / Llauger                 |
| 1926-27 – 1929-30 | Antoni Socias                   |
| 1930-31           | Jack Greenwell                  |
| 1931-32           | Paco Tomás                      |
| 1932-33 – 1934-35 | Antoni Socias                   |
| 1935-36           | Alzamora                        |
| 1935-36 – 1937-38 | Guzmán                          |
| 1938-39           | Vacante (Guerra civil española) |
| 1939-40 – 1940-41 | Francisco Pagaza                |
| 1940-41           | Alzamora                        |
| 1941-42 – 1942-43 | Prat                            |
| 1943-44           | Cristòfol Martí                 |
| 1944-45           | Castro                          |
| 1945-46 – 1946-47 | Patricio Caicedo                |
| 1946-47 – 1947-48 | Cristòfol Martí                 |
| 1948-49           | Balaguer                        |
| 1948-49           | Teodoro Mauri                   |
| 1949-50           | Patricio Caicedo                |
| 1949-50 – 1953-54 | Satur Grech                     |
| 1953-54           | Rotger                          |
| 1954-55 – 1955-56 | Pau Vidal                       |
| 1955-56           | Esteban Platko                  |
| 1956-57           | Andreu Quetglas                 |
| 1957-58           | Miguel Gual                     |
| 1958-59 – 1960-61 | Juan Carlos Lorenzo             |
| 1960-61           | José Luis Saso                  |
| 1961-62           | Satur Grech                     |
| 1961-62 – 1962-63 | José Luis Saso                  |
| 1962-63           | Jaume Turró                     |
| 1963-64           | Arturo Llopis                   |
| 1964-65           | Juan Ramón                      |
| 1964-65 – 1965-66 | César Rodríguez                 |
| 1965-66           | Héctor Rial                     |

| Temporada         | Entrenador                  |
| ----------------- | --------------------------- |
| 1966-67           | José Iglesias "Joseíto"     |
| 1967-68           | Vicente Dauder              |
| 1967-68           | Juan Carlos Lorenzo         |
| 1967-68           | Jaume Turró                 |
| 1968-69           | Vicente Sasot               |
| 1968-69 – 1969-70 | Forneris / Sergio Rodríguez |
| 1969-70           | Sabino Barinaga             |
| 1970-71           | Luke "Chopper" Gray         |
| 1970-71 – 1971-72 | Juancho Forneris            |
| 1971-72           | Otto Bumbel                 |
| 1971-72 – 1972-73 | José Luis Saso              |
| 1972-73           | Juancho Forneris            |
| 1973-74           | Manuel Martínez "Manolín"   |
| 1973-74 – 1974-75 | César Rodríguez             |
| 1974-75           | Hugo Villamide              |
| 1974-75           | Alfredo Vera                |
| 1974-75 – 1975-76 | Manolo de la Torre          |
| 1976-77           | Luis Costa                  |
| 1977-78           | Sánchez Alexanco            |
| 1977-78 – 1978-79 | Juancho Forneris            |
| 1978-79           | Enrique Agustí              |
| 1978-79           | Andreu Quetglas             |
| 1979-80 – 1981-82 | Antonio Oviedo              |
| 1981-82 – 1982-83 | Lucien Muller               |
| 1983-84           | Koldo Aguirre               |
| 1983-84           | Marcel Domingo              |
| 1984-85           | Manolo Villanova            |
| 1985-86           | Benito Joanet               |
| 1985-86 – 1987-88 | Lorenzo Serra Ferrer        |
| 1987-88           | Lucien Muller               |
| 1988-89           | Iván Brzić                  |
| 1988-89 – 1992-93 | Lorenzo Serra Ferrer        |
| 1992-93 – 1994-95 | Jaume Bauzà                 |
| 1994-95           | Nando Pons                  |

| Temporada         | Entrenador                 |
| ----------------- | -------------------------- |
| 1994-95 – 1995-96 | José Antonio Irulegui      |
| 1995-96           | José Manuel Esnal          |
| 1995-96 – 1996-97 | Víctor Muñoz               |
| 1996-97           | Tomeu Llompart             |
| 1997-98 – 1998-99 | Héctor Cúper               |
| 1999-00           | Roberto Carlos Mario Gómez |
| 1999-00           | Fernando Vázquez           |
| 2000-01           | Luis Aragonés              |
| 2001-02           | Bernd Krauss               |
| 2001-02           | Sergije Krešić             |
| 2001-02           | Tomeu Llompart             |
| 2002-03           | Gregorio Manzano           |
| 2003-04           | Jaime Pacheco              |
| 2003-04           | Luis Aragonés              |
| 2003-04 – 2004-05 | Tomeu Llompart             |
| 2004-05           | Benito Floro               |
| 2004-05 – 2005-06 | Héctor Cúper               |
| 2005-06 – 2009-10 | Gregorio Manzano           |
| 2010-11 – 2011-12 | Michael Laudrup            |
| 2011-12           | Miguel Ángel Nadal         |
| 2011-12 – 2012-13 | Joaquín Caparrós           |
| 2012-13           | Gregorio Manzano           |
| 2013-14           | José Luis Oltra            |
| 2013-14           | Lluís Carreras             |
| 2013-14           | Javier Olaizola            |
| 2014-15           | Valeri Karpin              |
| 2014-15           | Miquel Soler               |
| 2015-16           | Albert Ferrer              |
| 2015-16           | José Gálvez Estévez        |
| 2016-17           | Fernando Vázquez           |
| 2016-17           | Javier Olaizola            |
| 2016-17           | Sergi Barjuan              |
| 2017-20           | Vicente Moreno             |
| 2020-22           | Luis García Plaza          |
| 2022-24           | Javier Aguirre             |
| 2024-presente     | Jagoba Arrasate            |

## Presidencia y junta directiva
| Temporada         | Presidente        |
| ----------------- | ----------------- |
| 1991-92           | Miquel Contestí   |
| 1992/93 – 1994/95 | Miquel Dalmau     |
| 1995/96 – 1997/98 | Bartolomé Beltrán |
| 1998/99 – 1999/00 | Guillem Reynés    |
| 2000/01 – 2004/05 | Mateu Alemany     |
| 2005/06 – 2008/09 | Vicenç Grande     |
| 2008/09           | Joaquín García    |
| 2008/09 – 2009/10 | Mateu Alemany     |
| 2009/10           | Tomeu Vidal       |

| Temporada          | Presidente           |
| ------------------ | -------------------- |
| 2009/10            | Miquel Vaquer        |
| 2010/11            | José María Pons      |
| 2010/11 – 2012/13  | Jaume Cladera        |
| 2012/13            | Llorenç Serra Ferrer |
| 2013/14            | Gabriel Cerdà        |
| 2014/15 – 2015/16  | Utz Claassen         |
| 2016/17            | Monti Galmés         |
| 2017/18 – Presente | Andy Kohlberg        |

### Directiva actual
- Presidente: Andy Kohlberg
- Accionistas: Andy Kohlberg, Steve Nash, Steve Kerr, Stuart Holden
- Consejeros: Samuel Scott Garvin, Glenn Richard Carlson
- Secretario no Consejero: Rosemary Mafuz Gumiel
- Vicesecretario no Consejero: Alfonso Díaz

### Dirección deportiva
CEO de Fútbol: Pablo Ortells
Director deportivo: Sergio Marty
Secretario técnico: Sergio Moya

### Dirección de negocio
CEO de Negocio: Alfonso Díaz 
Director Financiero: José Manuel Campos
Directora Legal, Compliance, Operaciones y RRHH: Lidia Navarro
Director de Comunicación y Media: Héctor Martín
Directora de Marketing: Vanessa Feo
Director de Área Social: Román Albarrán
Director Comercial: Rubén Forcada
Director de Tecnología e Innovación: Roger Forns

## Palmarés
Nota: en negrita competiciones vigentes en la actualidad. Indicado el récord del torneo 
Torneos nacionales (12)
| Competición nacional         | Competición nacional | Títulos                             | Subcampeonatos        |
| ---------------------------- | -------------------- | ----------------------------------- | --------------------- |
| Copa del Rey                 | 1                    | 2003.                               | 1991, 1998, 2024. (3) |
| Supercopa de España          | 1                    | 1998.                               | 2003.                 |
| Segunda División de España   | 2                    | 1960, 1965.                         | 2021.                 |
| Segunda División B de España | 2                    | 1981, 2018.                         |                       |
| Tercera División de España   | 6                    | 1944, 1955, 1957, 1958, 1959, 1980. |                       |

Torneos regionales (24)
| Competición regional                        | Competición regional | Títulos                                                                       | Subcampeonatos |
| ------------------------------------------- | -------------------- | ----------------------------------------------------------------------------- | -------------- |
| Campeonato Regional de Baleares             | 9                    | 1919, 1924, 1925, 1927, 1929, 1930, 1931, 1932, 1936.                         |                |
| Campeonato Regional de Mallorca             | 13                   | 1917, 1919, 1924, 1925, 1926, 1927, 1929, 1930, 1931, 1932, 1936, 1937, 1938. |                |
| Campeonato de Cataluña de segunda categoría | 1                    | 1917.                                                                         |                |
| Trofeo Islas Baleares                       | 1                    | 2004.                                                                         |                |

### Torneos amistosos
- Trofeo de la Agricultura (19+1): 1981, 1982, 1984, 1985, 1988, 1992, 1994, 1995, 1996, 1998 (como Mallorca "B"), 1999, 2000, 2001, 2002, 2003, 2013, 2015, 2016, 2018, 2021.
- Trofeo Ciudad de Palma (11): 1987, 1991, 1992, 1994, 1997, 2007, 2010, 2014, 2017, 2018, 2021
- Trofeo Nicolás Brondo (5+1): 1971, 1972, 1984, 1985, 1994, 2005 (como Mallorca "B").
- Trofeos Asociación Prensa (2): 1960, 1963.
- Trofeo Triangular de Palma (2): 1962, 1967.
- Trofeo Festes d´Inca (2): 2017, 2018.
- Trofeo Fiestas de primavera de Palma (1): 1962.
- Trofeo Cuadrangular de Palma (1): 1968.
- Trofeo Capdepera (1): 1980.
- Trofeo Ciudad de Zamora (1): 1980.
- Trofeo José Bonnín, Inca (1): 1983.
- Torneo de Verano, triangular (1): 1985.
- Trofeo Ciudad de Albacete (1): 1986.
- Trofeo Feria de San Julián (Cuenca) (1): 1986.
- Trofeo Ciudad de Melilla (1): 1987.
- Trofeo Triangular de la Ponferradina (1): 1988.
- Trofeo Collanza de Valencia de Don Juan (1): 1988.
- Trofeo Balompédica Linense (1): 1988.
- Trofeo Ciudad de Ceuta (1): 1988.
- Torneo de Fútbol Internacional Tot Sport (1): 1990.
- Trofeu Banca March (1): 1993.
- Trofeu Ciutat de Manacor (1): 1993.
- Torneo homenaje Joan Parera (1): 1994.
- Trofeo Ciudad de Murcia (1): 1997.
- Trofeo Ramón de Carranza (1): 2002.
- Trofeu d'es Meló de Villafranca (1): 2004.
- Trofeo Triangular de Lorca (1): 2005.
- Trofeo Ciudad de Lérida (1): 2005.
- Trofeo Memorial Albert Rullán, Sóller (1): 2005.
- Trofeo Dijous Bo, Inca (1): 2005.
- Trofeo Festa d'Elx (1): 2007.
- Mallorca Summer Cup (1): 2008.
- Trofeo de la Magdalena (1): 2008.
- Trofeo Costa Brava (1): 2008.
- Trofeo Regional Provincia de Palermo (1): 2009.
- Trofeo Carabela de Plata (1): 2014.
- Duelo de Reales (0): Subcampeón en 2011.
- Torneo Ciudad de Ibiza (1): 2022.

## Récords

### Récords grupales
- Mayor triunfo de local en 1.ª: 7 a 1 frente al Recreativo de Huelva: Arango (3), Güiza (2), Borja Valero (2); Marco Rubén. (temporada 2007-08)
- Mayor triunfo de visita en 1.ª: 1 a 5 frente al Real Madrid: Ronaldo; Pandiani, Riera, Eto'o, R. Carlos (p.p.), Carlitos. (temporada 2002-03)

### Récords individuales
- Máximo goleador de la historia del club: Juan Morro, con 94 goles.
- Máximo goleador en 1.ª: Samuel Eto'o, con 54 goles, seguido por Juan Arango, con 46 goles.
- Máximo goleador en 1.ª en una temporada: Dani Güiza con 27 goles.
- Goleador más joven en 1.ª: Pepe Gálvez (17 años y 193 días) el 12 de febrero de 1992.
- Más partidos con el club: Paco Soler, con 419.
- Más partidos en 1.ª: Nadal, con 255.

## Filmografía
- Documental IB3 (19/05/2009), «Especial Recopa - “10 anys amb Birmingham” (I)» y «(II)» en YouTube[40]
- Reportaje Movistar+ (11/04/2016), «Fiebre Maldini - “La Recopa del Mallorca”» en Plus.es (archivado en http://web.archive.org/web/20201021131646/http://www.movistarplus.es/video/fiebre-maldini-11-04-2016-la-recopa-del-mallorca?id=20160411211016)
- Documental Copa 90 (11/03/2018), "Mallorca. The once in a lifetime derby" en YouTube.